# Дорожні знаки України
Дорожні знаки України регулюються поєднанням норм, встановлених Віденською конвенцією про дорожні знаки й сигнали, Європейським Союзом та Міністерством інфраструктури України. Перша необхідність національного стандарту для доріг і дорожніх знаків стала очевидною після розпаду СРСР та появи України як незалежної держави. Знаки викладені у 7 окремих категорій, заснованих на значущості: попереджувальні знаки, знаки пріоритету, заборонні знаки, наказові знаки, інформаційно-вказівні знаки, знаки сервісу та додаткові знаки.
Дорожні знаки України мають дуже багато подібностей із дорожніми знаками, що використовувалися в Радянському Союзі до його розпаду в 1991 році і досі використовуються в багатьох країнах пострадянського простору. Останній радянський стандарт для дорожніх знаків ГОСТ 10807-78 був прийнятий 1 січня 1980 року і після розпаду Радянського Союзу в 1991 році декілька років продовжував використовуватися в багатьох пострадянських країнах, зокрема Росії. Однак з 1 січня 2006 року в Росії стандарт ГОСТ 10807-78 був скасований і замінений стандартом ГОСТ Р 52290-2004.
В Україні правосторонній рух, як у решті Європи, за винятком Кіпру, Ірландії, Мальти та Великої Британії.
Українські дорожні знаки використовувалися також в Автономній Республіці Крим та Севастополі до їхньої окупації та подальшої анексії Росією у 2014 році. Після анексії Кримського півострова Росією українські дорожні знаки почали прибирати та замінювати їх на російські. У деяких випадках з Криму прибрали дорожні знаки українською мовою, а в інших змінили текст з української на російську, включно з назвами населених пунктів. Також під час російського вторгнення в Україну з 24 лютого 2022 року, в ході якого було окуповано території Херсонської, Запорізької, Донецької та Луганської областей, на окупованих територіях цих областей українські дорожні знаки були замінені на російські, зокрема, назви населених пунктів було змінено з української на російську мову. Зокрема, у травні 2022 року в Мелітополі в'їзний знак українською та англійською мовами було замінено на табличку з написом «Мелитополь — Россия навсегда».

## Історія
З 1 листопада 2021 року набув чинності новий стандарт дорожніх знаків України. Головна відмінність — назви населених пунктів мають новий шрифт Road UA та написані з великої букви, а не прописом. Новий стандарт передбачає:
- легша читаність та менше нагромадження;
- компонування дорожніх знаків індивідуального проєктування за новим принципом;
- текст має починатися з великої літери;
- стрілки мають нову форму;
- для позначення центру населеного пункту та річки використовуються символи європейського зразка;
- визначені чіткі пропорції та відстані між елементами, залежно від розміру великої літери, яка обирається виходячи з місця встановлення знаку та категорії дороги;
- передбачена транслітерація назв населених пунктів.

Окрім того, згідно з цим стандартом буде нове позначення діагональних пішохідних переходів та нова табличка для острівців безпеки. Знаки й таблички до дорожніх знаків для розвитку велоінфраструктури також оновлять.
Нумерацію дорожніх знаків наведено в таблицях внизу відповідно до чинного стандарту ДСТУ 4100:2021.

## Попереджувальні знаки
Попереджувальні знаки зазвичай є гостроверхими червоними трикутниками з білим фоном та чорними значками. Жовтий фон використовуються для тимчасової небезпеки чи обумовлені дорожніми роботами. Знаки можуть включати додаткові таблички з подробицями небезпеки, до якої відносяться знаки чи містять іншу необхідну інформацію.
| Номер знака | Зображення | Назва знака                                               | Опис |
| ----------- | ---------- | --------------------------------------------------------- | --- |
| 1.1         |            | Небезпечний поворот праворуч                              | Знаки 1.1 і 1.2 попереджають про заокруглення дороги радіусом менше 500 м поза населеними пунктами і менше 150 м — у населених пунктах або про заокруглення з обмеженою оглядовістю. |
| 1.2         |            | Небезпечний поворот ліворуч                               | Знаки 1.1 і 1.2 попереджають про заокруглення дороги радіусом менше 500 м поза населеними пунктами і менше 150 м — у населених пунктах або про заокруглення з обмеженою оглядовістю. |
| 1.3.1       |            | Декілька поворотів                                        | Ділянка дороги з двома і більше розташованими один за одним небезпечними поворотами: 1.3.1 — з першим поворотом праворуч, 1.3.2 — з першим поворотом ліворуч. |
| 1.3.2       |            | Декілька поворотів                                        | Ділянка дороги з двома і більше розташованими один за одним небезпечними поворотами: 1.3.1 — з першим поворотом праворуч, 1.3.2 — з першим поворотом ліворуч. |
| 1.4.1       |            | Напрямок повороту                                         | Знаки (1.4.1, 1.4.4, 1.4.6 — рух праворуч, 1.4.2, 1.4.5, 1.4.7 — рух ліворуч) показують напрямок повороту дороги, позначеної знаками 1.1 і 1.2, напрямок об'їзду перешкоди на дорозі, а знак 1.4.1, зокрема, — напрямок об'їзду центра перехрестя з круговим рухом. Знак 1.4.3 (рух праворуч або ліворуч) показує напрямок руху на Т-подібних перехрестях, розгалуженнях доріг або об'їзду ділянки дороги, що ремонтується. |
| 1.4.2       |            | Напрямок повороту                                         | Знаки (1.4.1, 1.4.4, 1.4.6 — рух праворуч, 1.4.2, 1.4.5, 1.4.7 — рух ліворуч) показують напрямок повороту дороги, позначеної знаками 1.1 і 1.2, напрямок об'їзду перешкоди на дорозі, а знак 1.4.1, зокрема, — напрямок об'їзду центра перехрестя з круговим рухом. Знак 1.4.3 (рух праворуч або ліворуч) показує напрямок руху на Т-подібних перехрестях, розгалуженнях доріг або об'їзду ділянки дороги, що ремонтується. |
| 1.4.3       |            | Напрямок повороту                                         | Знаки (1.4.1, 1.4.4, 1.4.6 — рух праворуч, 1.4.2, 1.4.5, 1.4.7 — рух ліворуч) показують напрямок повороту дороги, позначеної знаками 1.1 і 1.2, напрямок об'їзду перешкоди на дорозі, а знак 1.4.1, зокрема, — напрямок об'їзду центра перехрестя з круговим рухом. Знак 1.4.3 (рух праворуч або ліворуч) показує напрямок руху на Т-подібних перехрестях, розгалуженнях доріг або об'їзду ділянки дороги, що ремонтується. |
| 1.4.4       |            | Напрямок повороту                                         | Знаки (1.4.1, 1.4.4, 1.4.6 — рух праворуч, 1.4.2, 1.4.5, 1.4.7 — рух ліворуч) показують напрямок повороту дороги, позначеної знаками 1.1 і 1.2, напрямок об'їзду перешкоди на дорозі, а знак 1.4.1, зокрема, — напрямок об'їзду центра перехрестя з круговим рухом. Знак 1.4.3 (рух праворуч або ліворуч) показує напрямок руху на Т-подібних перехрестях, розгалуженнях доріг або об'їзду ділянки дороги, що ремонтується. |
| 1.4.5       |            | Напрямок повороту                                         | Знаки (1.4.1, 1.4.4, 1.4.6 — рух праворуч, 1.4.2, 1.4.5, 1.4.7 — рух ліворуч) показують напрямок повороту дороги, позначеної знаками 1.1 і 1.2, напрямок об'їзду перешкоди на дорозі, а знак 1.4.1, зокрема, — напрямок об'їзду центра перехрестя з круговим рухом. Знак 1.4.3 (рух праворуч або ліворуч) показує напрямок руху на Т-подібних перехрестях, розгалуженнях доріг або об'їзду ділянки дороги, що ремонтується. |
| 1.4.6       |            | Напрямок повороту                                         | Знаки (1.4.1, 1.4.4, 1.4.6 — рух праворуч, 1.4.2, 1.4.5, 1.4.7 — рух ліворуч) показують напрямок повороту дороги, позначеної знаками 1.1 і 1.2, напрямок об'їзду перешкоди на дорозі, а знак 1.4.1, зокрема, — напрямок об'їзду центра перехрестя з круговим рухом. Знак 1.4.3 (рух праворуч або ліворуч) показує напрямок руху на Т-подібних перехрестях, розгалуженнях доріг або об'їзду ділянки дороги, що ремонтується. |
| 1.4.7       |            | Напрямок повороту                                         | Знаки (1.4.1, 1.4.4, 1.4.6 — рух праворуч, 1.4.2, 1.4.5, 1.4.7 — рух ліворуч) показують напрямок повороту дороги, позначеної знаками 1.1 і 1.2, напрямок об'їзду перешкоди на дорозі, а знак 1.4.1, зокрема, — напрямок об'їзду центра перехрестя з круговим рухом. Знак 1.4.3 (рух праворуч або ліворуч) показує напрямок руху на Т-подібних перехрестях, розгалуженнях доріг або об'їзду ділянки дороги, що ремонтується. |
| 1.5.1       |            | Звуження дороги                                           | Знак 1.5.1 — звуження дороги з обох боків, 1.5.2 — з правого, 1.5.3 — з лівого боку. |
| 1.5.2       |            | Звуження дороги                                           | Знак 1.5.1 — звуження дороги з обох боків, 1.5.2 — з правого, 1.5.3 — з лівого боку. |
| 1.5.3       |            | Звуження дороги                                           | Знак 1.5.1 — звуження дороги з обох боків, 1.5.2 — з правого, 1.5.3 — з лівого боку. |
| 1.6         |            | Крутий підйом                                             | Знак 1.6 попереджає про наближення до підйому, на якому діють вимоги розділу 28 цих Правил. |
| 1.7         |            | Крутий спуск                                              | Знак 1.7 попереджає про наближення до спуску, на якому діють вимоги розділу 28 цих Правил. |
| 1.8         |            | Виїзд на набережну або берег                              | Виїзд на берег водойми, у тому числі на поромну переправу (застосовується з табличкою 7.11). |
| 1.9         |            | Тунель                                                    | Попереджає про наближення до тунелю, позначеного знаком 5.74; споруди, що не має штучного освітлення, оглядовість в'їзного порталу якої обмежена і на під'їздах до якої звужена проїзна частина. |
| 1.10        |            | Нерівна дорога                                            | Ділянка дороги, що має нерівності проїзної частини — хвилястості, напливи, спучування. |
| 1.11        |            | Пагорб                                                    | Ділянка дороги з буграми, напливами чи неплавним стикуванням конструкцій мостів. Знак також може застосовуватися перед штучно створюваними буграми у місцях, де необхідно примусово обмежити швидкість руху транспортних засобів (небезпечні виїзди з прилеглих територій, місця з інтенсивним рухом дітей через дорогу тощо).                                                                                              |
| 1.12        |            | Вибоїна                                                   | Ділянка дороги з вибоїнами чи просіданнями дорожнього покриття на проїзній частині. |
| 1.13        |            | Слизька дорога                                            | Ділянка дороги з підвищеною слизькістю проїзної частини. |
| 1.14        |            | Викидання кам'яних матеріалів                             | Ділянка дороги, на якій можливе викидання гравію, щебеню тощо з-під коліс транспортних засобів. |
| 1.15        |            | Небезпечне узбіччя                                        | Підвищене, занижене, зруйноване узбіччя або узбіччя, на якому виконуються ремонтні роботи. |
| 1.16        |            | Падіння каміння                                           | Ділянка дороги, на якій можуть бути падіння каміння, обвали, зсуви. |
| 1.17        |            | Боковий вітер                                             | Ділянка дороги, на якій можливі сильний боковий вітер або його раптові пориви. |
| 1.18        |            | Низьколетючі літаки                                       | Ділянка дороги, яка проходить поблизу аеродрому або над якою літаки чи вертольоти пролітають на невеликій висоті. |
| 1.19        |            | Перехрещення з рухом по колу                              | |
| 1.20        |            | Перехрещення з трамвайною колією                          | Місце перетинання дороги з трамвайною колією на перехресті з обмеженою оглядовістю чи поза ним. |
| 1.21        |            | Перехрещення рівнозначних доріг                           | |
| 1.22        |            | Перехрещення з другорядною дорогою                        | |
| 1.23.1      |            | Прилягання другорядної дороги                             | Знак 1.23.1 — прилягання з правого боку, 1.23.2 — з лівого боку, 1.23.3 — з правого і лівого боку, 1.23.4 — з лівого і правого боку. |
| 1.23.2      |            | Прилягання другорядної дороги                             | Знак 1.23.1 — прилягання з правого боку, 1.23.2 — з лівого боку, 1.23.3 — з правого і лівого боку, 1.23.4 — з лівого і правого боку. |
| 1.23.3      |            | Прилягання другорядної дороги                             | Знак 1.23.1 — прилягання з правого боку, 1.23.2 — з лівого боку, 1.23.3 — з правого і лівого боку, 1.23.4 — з лівого і правого боку. |
| 1.23.4      |            | Прилягання другорядної дороги                             | Знак 1.23.1 — прилягання з правого боку, 1.23.2 — з лівого боку, 1.23.3 — з правого і лівого боку, 1.23.4 — з лівого і правого боку. |
| 1.24        |            | Світлофорне регулювання                                   | Перехрестя, пішохідний перехід або ділянка дороги, рух на якій регулюється світлофором. |
| 1.25        |            | Розвідний міст                                            | Наближення до розвідного моста. |
| 1.26        |            | Двосторонній рух                                          | Початок ділянки дороги (проїзної частини) зі зустрічним рухом після одностороннього. |
| 1.27        |            | Залізничний переїзд із шлагбаумом                         | |
| 1.28        |            | Залізничний переїзд без шлагбаума                         | |
| 1.29        |            | Одноколійна залізниця                                     | Позначення не обладнаного шлагбаумом переїзду через залізницю з однією колією. |
| 1.30        |            | Багатоколійна залізниця                                   | Позначення не обладнаного шлагбаумом переїзду через залізницю з двома і більше коліями. |
| 1.31.1      |            | Наближення до залізничного переїзду                       | Додаткове попередження про наближення до залізничного переїзду поза населеними пунктами. |
| 1.31.2      |            | Наближення до залізничного переїзду                       | Додаткове попередження про наближення до залізничного переїзду поза населеними пунктами. |
| 1.31.3      |            | Наближення до залізничного переїзду                       | Додаткове попередження про наближення до залізничного переїзду поза населеними пунктами. |
| 1.31.4      |            | Наближення до залізничного переїзду                       | Додаткове попередження про наближення до залізничного переїзду поза населеними пунктами. |
| 1.31.5      |            | Наближення до залізничного переїзду                       | Додаткове попередження про наближення до залізничного переїзду поза населеними пунктами. |
| 1.31.6      |            | Наближення до залізничного переїзду                       | Додаткове попередження про наближення до залізничного переїзду поза населеними пунктами. |
| 1.32        |            | Пішохідний перехід                                        | Наближення до нерегульованого пішохідного переходу, позначеного відповідними дорожніми знаками або дорожньою розміткою. |
| 1.33        |            | Діти                                                      | Ділянка дороги, на якій можлива поява дітей з території дитячого закладу (дошкільний заклад, заклад загальної середньої освіти, оздоровчий табір тощо), що прилягає безпосередньо до дороги. |
| 1.34        |            | Виїзд велосипедистів                                      | Ділянка дороги, на якій можлива поява велосипедистів, або місце перехрещення з велодоріжкою поза перехрестям. |
| 1.35        |            | Перегін худоби                                            | Ділянка дороги, на якій можлива поява худоби. |
| 1.36        |            | Дикі тварини                                              | Ділянка дороги, на якій можлива поява диких тварин. |
| 1.37        |            | Дорожні роботи                                            | Ділянка дороги, на якій виконуються дорожні роботи. |
| 1.38        |            | Затори в дорожньому русі                                  | Ділянка дороги, де звуження проїзної частини спричиняє затори в дорожньому русі внаслідок виконання дорожніх робіт чи з інших причин. |
| 1.39        |            | Аварійно-небезпечна ділянка (інша небезпека)              | Ділянка дороги у місці, де геометричні параметри проїзної частини, радіуси вертикальних і горизонтальних кривих тощо не відповідають вимогам будівельних норм. Разом зі знаком можуть бути встановлені таблички 7.21.1, 7.21.2, 7.21.3, 7.21.4, 7.21.5. У разі встановлення знака перед ділянкою дороги, що проходить поблизу гірськолижних трас або трас інших зимових видів спорту, з ним установлюють табличку 7.22.     |
| 1.40        |            | Зміна покриття                                            | Ділянка дороги, на якій змінюється вид покриття. Попереджувальні знаки, крім знаків 1.4.1, 1.4.2, 1.4.3, 1.29 1.30, 1.31.1, 1.31.2, 1.31.3, 1.31.4, 1.31.5, 1.31.6, установлюються поза населеними пунктами на відстані 150—300 м, у населених пунктах на відстані 50-100 м до початку небезпечної ділянки. У разі потреби знаки встановлюються і на іншій відстані, яка зазначається на табличці 7.1.1.                    |
| 1.41        |            | Місце (ділянка) зосередження дорожньо-транспортних пригод | Місце або ділянка зосередження дорожньо-транспортних пригод, визначені у встановленому порядку. Для зазначення виду небезпеки разом зі знаком встановлюють таблички 7.21.1, 7.21.2, 7.21.3, 7.21.4, 7.21.5. |

Знаки 1.6 і 1.7 встановлюють безпосередньо перед початком підйомів або спусків, розташованих один за одним.
На знаках 1.23.1, 1.23.2, 1.23.3, 1.23.4 зображення прилягань відповідає реальній конфігурації перехрестя.
Знаки 1.23.3 і 1.23.4 встановлюють на відстані між приляганнями другорядних доріг менше ніж 50 м у населених пунктах і 100 м поза ними.
Знаки 1.29 і 1.30 встановлюють безпосередньо перед залізничним переїздом.
Знак 1.31.1 установлюють з першим (головним) по ходу руху знаком 1.27 або 1.28, знак 1.31.4 – з дублюючим, який встановлюють на лівому боці проїзної частини, знаки 1.31.3 і 1.31.6 — з другим знаком 1.27 або 1.28, знаки 1.31.2 і 1.31.5 — самостійно (на рівномірній відстані між першим і другим знаками 1.27 або 1.28).
Знак 1.37 може бути встановлено на відстані 10-15 м до місця виконання короткострокових дорожніх робіт на проїзній частині в населеному пункті.
Поза населеними пунктами знаки 1.8, 1.13, 1.14, 1.15, 1.16, 1.25, 1.27, 1.28, 1.33 і 1.37, а в населених пунктах знаки 1.33 і 1.37 повторюються. Наступний знак встановлюють на відстані щонайменше 50 м до початку небезпечної ділянки.
Знаки 1.10, 1.12, 1.14, 1.15, 1.37 і 1.38 — тимчасові і встановлюються на період, необхідний для виконання відповідних робіт на дорозі.

## Знаки пріоритету
Знаки пріоритету регулюють порядок руху транспортних засобів. Знак головної дороги підказує водіям, що вони мають переважне право на усіх перехрестях попереду на дорозі до кінця дії знаку. Дорожні знаки переваги в русі використовуються там, де дорога занадто вузька, щоб дозволити рух транспортних засобів пліч-о-пліч, а лише почергово.
| Номер знака | Зображення | Назва знака                     | Опис |
| ----------- | ---------- | ------------------------------- | --- |
| 2.1         |            | Дати дорогу                     | Водій повинен дати дорогу транспортним засобам, що під'їжджають до нерегульованого перехрестя по головній дорозі, а за наявності таблички 7.8 — транспортним засобам, що рухаються по головній дорозі. |
| 2.2         |            | Проїзд без зупинки заборонено   | Забороняє проїзд без зупинки перед розміткою 1.12 (стоп-лінія), а у разі, коли вона відсутня, перед знаком. Необхідно дати дорогу транспортним засобам дороги, що перетинається, а за наявності таблички 7.8 — транспортним засобам, що рухаються головною дорогою, а також праворуч рівнозначною дорогою. |
| 2.3         |            | Головна дорога                  | Надається право першочергового проїзду нерегульованих перехресть. |
| 2.4         |            | Кінець головної дороги          | Скасовується право першочергового проїзду нерегульованих перехресть. |
| 2.5         |            | Перевага зустрічного руху       | Забороняє в'їзд на вузьку ділянку дороги, якщо це може утруднити зустрічний рух. Водій повинен дати дорогу зустрічним транспортним засобам, що розташовані на вузькій ділянці. |
| 2.6         |            | Перевага перед зустрічним рухом | Вузька ділянка дороги, під час руху якою водій має перевагу стосовно зустрічних транспортних засобів. |

Знаки 2.1, 2.2, 2.3, 2.5 і 2.6 встановлюються безпосередньо перед перехрестям або вузькою ділянкою дороги, крім того, знак 2.3 — на початку, а знак 2.4 — в кінці головної дороги. Знак 2.3 з табличкою 7.8 обов'язково повторюється перед перехрестям, на якому головна дорога змінює свій напрямок.
Поза населеними пунктами на дорогах з твердим покриттям знак 2.1 повторюється з додатковою табличкою 7.1.1.
Якщо безпосередньо перед перехрестям встановлено знак 2.2, йому повинен передувати знак 2.1 з додатковою табличкою 7.1.2.
Якщо знак 2.2 встановлений перед залізничним переїздом, що не охороняється та не обладнаний світлофорною сигналізацією, водій повинен зупинитися перед стоп-лінією, а за її відсутності — перед цим знаком.

## Заборонні знаки
Заборонні знаки регулюють використання дороги на основі можливості руху, класів транспортних засобів чи інших обмежень.
| Номер знака | Зображення | Назва знака                                                                           | Опис |
| ----------- | ---------- | ------------------------------------------------------------------------------------- | --- |
| 3.1         |            | Рух заборонено                                                                        | Забороняє рух усіх транспортних засобів у разі, коли: - початок пішохідної зони позначено знаком 5.36 (Примітка: в офіційному тексті помилково вказано знак 5.33); - дорога та (або) вулиця перебуває в аварійному стані і непридатна для руху транспортних засобів; у такому разі обов'язково додатково встановлюють знак 3.43. |
| 3.2         |            | Рух механічних транспортних засобів заборонено                                        | Забороняє рух усіх механічних транспортних засобів. Дія знаку поширюється на трактори, самохідні машини і механізми, а також тролейбуси та транспортні засоби з електродвигуном потужністю понад 3 кВт. |
| 3.3         |            | Рух вантажних автомобілів заборонено                                                  | Забороняє рух вантажних автомобілів і составів транспортних засобів з дозволеною максимальною масою понад 3,5 т (якщо на знаку не зазначена маса) або з такою, що перевищує зазначену на знаку, а також тракторів, самохідних машин і механізмів. |
| 3.4         |            | Рух з причепом заборонено                                                             | Забороняє рух вантажних автомобілів і тракторів з причепами будь-якого типу, а також буксирування механічних транспортних засобів. |
| 3.5         |            | Рух тракторів заборонено                                                              | Забороняє рух тракторів, самохідних машин і механізмів. |
| 3.6         |            | Рух мотоциклів заборонено                                                             | Забороняє рух на мопедах і велосипедах з підвісним двигуном. |
| 3.7         |            | Рух на мопедах заборонено                                                             | Забороняє рух на мопедах і велосипедах з підвісним двигуном. |
| 3.8         |            | Рух на велосипедах заборонено                                                         | Забороняє рух на велосипедах. |
| 3.9         |            | Рух пішоходів заборонено                                                              | Забороняє рух пішоходів. |
| 3.10        |            | Рух з ручними візками заборонено                                                      | Забороняє рух з ручними візками. |
| 3.11        |            | Рух гужових возів (саней) заборонено                                                  | Забороняє рух гужових возів (саней), тварин під сідлом або в'юком, а також прогін худоби. |
| 3.12        |            | Рух транспортних засобів, що перевозять небезпечні вантажі, заборонено                | Забороняє рух транспортних засобів з розпізнавальним знаком «Табличка оранжевого кольору», що перевозять небезпечні вантажі. |
| 3.13        |            | Рух транспортних засобів, що перевозять вибухові та легкозаймисті вантажі, заборонено | Забороняє рух транспортних засобів з розпізнавальним знаком «Табличка оранжевого кольору», що перевозять вибухові та легкозаймисті вантажі. |
| 3.14        |            | Рух транспортних засобів, що перевозять речовини, які забруднюють воду, заборонено    | Забороняє рух транспортних засобів з розпізнавальним знаком «Табличка оранжевого кольору», що перевозять небезпечні для водних ресурсів навколишнього природного середовища речовини. |
| 3.15        |            | Рух транспортних засобів, маса яких перевищує… т, заборонено                          | Забороняє рух транспортних засобів, зокрема їхніх составів, загальна фактична маса яких перевищує зазначену на знаку. |
| 3.16        |            | Рух транспортних засобів, навантаження на вісь яких перевищує… т, заборонено          | Забороняє рух транспортних засобів, у яких фактичне навантаження на будь-яку вісь більше зазначеної на знаку. |
| 3.17        |            | Рух транспортних засобів, ширина яких перевищує… м, заборонено                        | Забороняє рух транспортних засобів, габаритна ширина яких (з вантажем чи без нього) більша зазначеної на знаку. |
| 3.18        |            | Рух транспортних засобів, висота яких перевищує… м, заборонено                        | Забороняє рух транспортних засобів, габаритна висота яких (з вантажем чи без нього) більша зазначеної на знаку. |
| 3.19        |            | Рух транспортних засобів, довжина яких перевищує… м, заборонено                       | Забороняє рух транспортних засобів, габаритна довжина яких (з вантажем чи без нього) більша зазначеної на знаку. |
| 3.20        |            | Рух транспортних засобів без дотримання дистанції… м заборонено                       | Забороняє рух транспортних засобів з дистанцією між ними менше зазначеної на знаку. |
| 3.21        |            | В'їзд заборонено                                                                      | Забороняє в'їзд усіх транспортних засобів з метою: - запобігання зустрічному руху транспортних засобів на ділянках доріг з одностороннім рухом; - запобігання виїзду транспортних засобів назустріч загальному потоку на дорогах, позначених знаком 5.8; - організації відокремленого в'їзду і виїзду на майданчиках, що використовуються для стоянки транспортних засобів, майданчиках відпочинку, автозаправних станцій тощо; - запобігання в'їзду на окрему смугу руху, при цьому знак 3.21 повинен застосовуватися разом з табличкою 7.9; - запобігання в'їзду на дороги, що безпосередньо простягаються у межах прикордонної смуги до державного кордону і не забезпечують пересування до встановлених пунктів пропуску через державний кордон (крім сільськогосподарської техніки, інших транспортних засобів і механізмів, задіяних у провадженні відповідно до законодавства і за наявності відповідних на те законних підстав сільськогосподарської діяльності або інших робіт, ліквідації надзвичайних ситуацій та їхніх наслідків, а також транспортних засобів Збройних Сил, Національної гвардії, СБУ, Держприкордонслужби, ДМС, ДФС, Оперативно-рятувальної служби цивільного захисту, Національної поліції і органів прокуратури під час виконання оперативних та службових завдань). |
| 3.22        |            | Поворот праворуч заборонено                                                           | Забороняє поворот праворуч транспортних засобів. |
| 3.23        |            | Поворот ліворуч заборонено                                                            | Забороняє поворот ліворуч транспортних засобів. При цьому розворот дозволяється. |
| 3.24        |            | Розворот заборонено                                                                   | Забороняє розворот транспортних засобів. При цьому поворот ліворуч дозволяється. |
| 3.25        |            | Обгін заборонено                                                                      | Забороняє обгін усіх транспортних засобів (крім поодиноких, що рухаються із швидкістю менше 30 км/год). |
| 3.26        |            | Кінець заборони обгону                                                                | Скасовує заборону обгону усіх транспортних засобів. |
| 3.27        |            | Обгін вантажним автомобілям заборонено                                                | Забороняє вантажним автомобілям з дозволеною максимальною масою понад 3,5 т обганяти усі транспортні засоби (крім поодиноких, що рухаються із швидкістю менше 30 км/год). Тракторам Забороняє обгін усіх транспортних засобів, крім поодиноких велосипедів, гужових возів (саней). |
| 3.28        |            | Кінець заборони обгону вантажним автомобілям                                          | Скасовує заборону обгону вантажним автомобілям з дозволеною максимальною масою понад 3,5 т. |
| 3.29        |            | Обмеження максимальної швидкості                                                      | Забороняє рух із швидкістю, що перевищує зазначену на знаку. |
| 3.30        |            | Кінець обмеження максимальної швидкості                                               | Скасовує обмеження максимальної швидкості. |
| 3.31        |            | Зона обмеження максимальної швидкості                                                 | Забороняє в зоні (населений пункт, мікрорайон, зона відпочинку тощо) рух із швидкістю, яка перевищує зазначену на знакові. Зона дії знака може бути зменшена установленням у кінці зони його дії знака 3.32. |
| 3.32        |            | Кінець зони обмеження максимальної швидкості                                          | Скасовує дію знаку 3.31. |
| 3.33        |            | Подачу звукового сигналу заборонено                                                   | Забороняє користування звуковими сигналами, крім випадків, коли без цього неможливо запобігти дорожньо-транспортній пригоді. |
| 3.34        |            | Зупинку заборонено                                                                    | Забороняються зупинка і стоянка транспортних засобів, крім таксі, що здійснює посадку або висадку пасажирів (розвантаження чи завантаження вантажу). |
| 3.35        |            | Стоянку заборонено                                                                    | Забороняє стоянку усіх транспортних засобів. |
| 3.36        |            | Стоянку заборонено в непарні числа місяця                                             | Забороняє стоянку транспортних засобів в непарні числа місяця. |
| 3.37        |            | Стоянку заборонено в парні числа місяця                                               | Забороняє стоянку транспортних засобів в парні числа місяця. |
| 3.38        |            | Зона обмеженої стоянки                                                                | Визначає територію в населеному пункті, на якій тривалість стоянки обмежена незалежно від того, чи справляється за це плата. У нижній частині знака можуть бути зазначені умови обмеження стоянки. У відповідних випадках на знаку або додаткових табличках 7.4.1, 7.4.2, 7.4.3, 7.4.4, 7.4.5, 7.4.6, 7.4.7, 7.19 зазначаються дні і час доби, протягом яких діє обмеження, а також його умови. Забороняє стоянку в позначеній зоні тривалістю більше тієї, що зазначена на табличках 7.4.1, 7.4.2, 7.4.3, 7.4.4, 7.4.5, 7.4.6, 7.4.7, 7.19. |
| 3.39        |            | Кінець зони обмеженої стоянки                                                         | Визначає кінець зони обмеженої стоянки. |
| 3.40        |            | Митниця                                                                               | Забороняє проїзд без зупинки біля митниці. |
| 3.41        |            | Контроль                                                                              | Забороняє проїзд без зупинки перед контрольними пунктами (дорожня станція патрульної поліції, карантинний пост, прикордонна зона, закрита територія, пункт оплати проїзду на платних дорогах тощо). Застосовується лише за умови обов'язкового поетапного обмеження швидкості руху шляхом попереднього встановлення необхідної кількості знаків 3.29 та (або) 3.31 згідно з вимогами пункту 12.10 цих Правил. |
| 3.42        |            | Кінець усіх заборон і обмежень                                                        | Визначає одночасно кінець дії усіх заборон і обмежень, що запроваджені одним або кількома заборонними дорожніми знаками 3.20, 3.25, 3.27, 3.29, 3.31, 3.33, 3.34, 3.35, 3.36, 3.37, 3.38, 3.44, 3.45. |
| 3.43        |            | Небезпека                                                                             | Забороняє рух усіх без винятку користувачів доріг, вулиць, залізничних переїздів у зв'язку з дорожньо-транспортною пригодою, аварією, проявом стихійного лиха чи іншою небезпекою для руху (зсув ґрунту, падіння каміння, сильний снігопад, повінь тощо). |
| 3.44        |            | Рух зазначених транспортних засобів заборонено                                        | Забороняє рух зазначених на знаку транспортних засобів та рівний за значенням кільком установленим разом відповідним заборонним знакам. |
| 3.45        |            | Рух зазначених транспортних засобів заборонено                                        | Забороняє рух зазначених на знаку транспортних засобів та рівний за значенням кільком установленим разом відповідним заборонним знакам. |

Дія заборонних знаків не поширюється:
- 3.1, 3.2, 3.21, 3.22, 3.23, 3.24, 3.34 — на транспортні засоби, що рухаються за встановленими маршрутами;
- 3.1, 3.2, 3.35, 3.36, 3.37, 3.38, і 3.34 за наявності під ним таблички 7.18 на водіїв з інвалідністю, які керують мотовізком або автомобілем, позначеними знаком «Водій з інвалідністю», та на тих, хто їх перевозить, за умови наявності документів, що підтверджують їхню інвалідність (крім пасажирів з явними ознаками інвалідності);
- 3.1, 3.2, 3.3, 3.4, 3.5, 3.6, 3.7, 3.8, 3.11 — на транспортні засоби, що обслуговують громадян чи належать громадянам, які проживають або працюють у цій зоні, а також на транспортні засоби, що обслуговують підприємства розташовані у позначеній зоні. У таких випадках транспортні засоби повинні в'їжджати до позначеної зони і виїжджати з неї на найближчому перехресті до місця призначення;
- 3.3 — на вантажні автомобілі, які мають скісну білу смугу на зовнішній бічній поверхні або перевозять купи людей;
- 3.35, 3.36, 3.37, 3.38 — на таксі з увімкненим таксометром.

Дія знаків 3.22, 3.23, 3.24 поширюється на перехрещення проїзних частин та інші місця, перед якими встановлено один з цих знаків.
Зона дії знаків 3.1, 3.2, 3.3, 3.4, 3.5, 3.6, 3.7, 3.8, 3.9, 3.10, 3.11, 3.12, 3.13, 3.14, 3.15, 3.19, 3.20, 3.21, 3.25, 3.27, 3.29, 3.33, 3.34, 3.35, 3.36, 3.37 — від місця встановлення до найближчого перехрестя, а в поселеннях, де немає перехресть — до кінця поселення. Дія знаків не переривається в місцях виїзду з прилеглих до дороги територій і в місцях прилягання до польових, лісових та інших доріг без покриття, перед якими не встановлено знаки пріоритету.
У разі заборони руху на ділянках доріг, позначених знаками 3.17, 3.18, 3.19, об'їзд слід здійснювати іншим маршрутом.
Дія знаків 3.31 і 3.38 поширюється на всю відповідну зону.
Дія знаків 3.9, 3.10, 3.34, 3.35, 3.36, 3.37 поширюється лише на той бік дороги, на якому вони встановлені.
Дія знака 3.16 поширюється на ту ділянку дороги, з якої встановлений знак.
Дія знаків 3.17, 3.18 же поширюється навпаки на те місце, перед яким встановлено цей знак.
Дія знака 3.29, що встановлений перед поселенням, позначеним знаком 5.49, поширюється до цього знака.
У разі одночасного застосування знаків 3.36 і 3.37 час перестановки транспортних засобів з одного боку дороги на інший — з 19 до 24 год.
Зона дії знаків може бути зменшена:
- для знаків 3.20 і 3.33 — із застосуванням таблички 7.2.1;
- для знаків 3.25, 3.27, 3.29, 3.31, 3.38 — з установленням у кінці зони їхньої дії знаків 3.26, 3.28, 3.30, 3.32, 3.39;
- для знака 3.29 — зміною на знаку величини максимальної швидкості руху;
- для знаків 3.34, 3.35, 3.36, 3.37 — табличкою 7.2.2 на початку зони дії, а також установленням у кінці їхньої зони дії знаків-дублерів 3.34, 3.36, 3.37 з табличкою 7.2.3.

Знак 3.34 може застосовуватися разом з розміткою 1.4, а знак 3.35 — з 1.10.1, 1.10.2. При цьому зона їхньої дії визначається за протяжністю лінії розмітки.
У разі заборони руху транспортних засобів і пішоходів знаками 3.5, 3.6, 3.7, 3.8, 3.9, 3.10, 3.11 на одному знаку може бути нанесено не більше трьох їхніх символів, розділених між собою.

## Наказові знаки
Наказові знаки інструктують водіїв на дії, які вони повинні прийняти чи підкоритися, або можуть позначати типи транспортних засобів яким дозволяється використовувати дорогу.
| Номер знака | Зображення | Назва знака                                                              | Опис |
| ----------- | ---------- | ------------------------------------------------------------------------ | --- |
| 4.1         |            | Рух прямо                                                                | Рух лише у напрямках, показаних стрілками на знаках 4.1, 4.2, 4.3, 4.4, 4.5, 4.6. |
| 4.2         |            | Рух праворуч                                                             | Рух лише у напрямках, показаних стрілками на знаках 4.1, 4.2, 4.3, 4.4, 4.5, 4.6. |
| 4.3         |            | Рух ліворуч                                                              | Рух лише у напрямках, показаних стрілками на знаках 4.1, 4.2, 4.3, 4.4, 4.5, 4.6. |
| 4.4         |            | Рух прямо або праворуч                                                   | Рух лише у напрямках, показаних стрілками на знаках 4.1, 4.2, 4.3, 4.4, 4.5, 4.6. |
| 4.5         |            | Рух прямо або ліворуч                                                    | Рух лише у напрямках, показаних стрілками на знаках 4.1, 4.2, 4.3, 4.4, 4.5, 4.6. |
| 4.6         |            | Рух праворуч або ліворуч                                                 | Рух лише у напрямках, показаних стрілками на знаках 4.1, 4.2, 4.3, 4.4, 4.5, 4.6. |
| 4.7         |            | Об'їзд перешкоди з правого боку                                          | Об'їзд лише з боку, показаного стрілкою на знаках 4.7 і 4.8. |
| 4.8         |            | Об'їзд перешкоди з лівого боку                                           | Об'їзд лише з боку, показаного стрілкою на знаках 4.7 і 4.8. |
| 4.9         |            | Об'їзд перешкоди з правого або лівого боку                               | |
| 4.10        |            | Круговий рух                                                             | Вимагає об'їзду клумби (центрального острівця) в напрямку, показаному стрілками на перехресті з круговим рухом. |
| 4.11        |            | Рух легкових автомобілів                                                 | Дозволяється рух лише легкових автомобілів, автобусів, мотоциклів, маршрутних транспортних засобів і вантажних автомобілів, дозволена максимальна маса яких не перевищує 3,5 т.                                               |
| 4.12        |            | Обмеження мінімальної швидкості                                          | Рух із швидкістю не меншою, ніж зазначено на знаку, але і не більшою, ніж це передбачено пунктами 12.4, 12.5, 12.6, 12.7 цих Правил.                                                                                          |
| 4.13        |            | Кінець обмеження мінімальної швидкості                                   | Дозволений рух зі швидкістю пішохода, велосипедиста чи особи на інвалідних візках. Якщо немає хідника, то дорога доступна для усіх.                                                                                           |
| 4.14        |            | Велодоріжка                                                              | Доріжка призначена для велоруху. |
| 4.15        |            | Кінець велодоріжки                                                       | Кінець доріжки, позначеної знаком 4.14. |
| 4.16        |            | Доріжка для пішоходів                                                    | Застосовується для позначення доріжок, призначених тільки для руху пішоходів. |
| 4.17        |            | Доріжка для пішоходів і велосипедистів                                   | Рух пішоходів і велосипедистів. Дозволяється рух із швидкістю пішохода особам, які рухаються в кріслах колісних. |
| 4.18        |            | Суміжні пішохідна та велосипедна доріжки                                 | Рух пішоходів, велосипедистів по відповідних прилеглих одна до одної доріжках, які розмежовані розміткою 1.1 або кольором покриття. Дозволяється рух зі швидкістю пішохода по будь-якій з доріжок особам у інвалідних візках. |
| 4.19        |            | Доріжка для вершників                                                    | Рух лише для вершників. |
| 4.20.1      |            | Напрямок руху транспортних засобів з небезпечними вантажами              | Показує дозволений напрямок руху транспортних засобів з розпізнавальними знаками «Знак небезпеки» та «Табличка оранжевого кольору».                                                                                           |
| 4.20.2      |            | Напрямок руху транспортних засобів з небезпечними вантажами              | Показує дозволений напрямок руху транспортних засобів з розпізнавальними знаками «Знак небезпеки» та «Табличка оранжевого кольору».                                                                                           |
| 4.20.3      |            | Напрямок руху транспортних засобів з небезпечними вантажами              | Показує дозволений напрямок руху транспортних засобів з розпізнавальними знаками «Знак небезпеки» та «Табличка оранжевого кольору».                                                                                           |
| 4.21        |            | Рух зі застосуванням ланцюгів проти ковзання                             | Рух легкових, вантажних автомобілів та автобусів зі застосуванням ланцюгів проти ковзання не менше ніж на двох ведучих колесах транспортного засобу. Знак 4.21 застосовується з табличкою 7.12.                               |
| 4.22        |            | Кінець ділянки руху зі застосуванням ланцюгів проти ковзання             | Позначає кінець зони дії знака 4.21. |
| 4.23        |            | Дорога для суміщеного руху легкових автомобілів та велосипедистів        | Позначає початок вулиць і доріг місцевого значення (крім пішохідних вулиць), призначених для суміщеного руху велосипедистів і легкових автомобілів.                                                                           |
| 4.24        |            | Кінець дороги для суміщеного руху легкових автомобілів та велосипедистів | Позначає кінець вулиць і доріг місцевого значення (крім пішохідних вулиць), призначених для суміщеного руху велосипедистів і легкових автомобілів.                                                                            |

## Інформаційно-вказівні знаки
Інформаційні знаки описують умови дороги та покриття, які не вимагають попередження небезпеки, обов'язкових приписів чи заборони.

| Номер знака | Зображення | Назва знака                                                                                       | Опис |
| ----------- | ---------- | ------------------------------------------------------------------------------------------------- | --- |
| 5.1         |            | Автомагістраль                                                                                    | Дорога, на якій діють особливі умови дорожнього руху, передбачені розділом 27 цих Правил. |
| 5.2         |            | Кінець автомагістралі                                                                             | |
| 5.3         |            | Дорога для автомобілів                                                                            | Дорога, на якій діють особливі умови дорожнього руху, передбачені розділом 27 цих Правил (за винятком пункту 27.3 цих Правил). |
| 5.4         |            | Кінець дороги для автомобілів                                                                     | |
| 5.5         |            | Дорога з одностороннім рухом                                                                      | Дорога або відокремлена проїзна частина, по якій рух транспортних засобів за всією шириною здійснюється лише в одному напрямку. |
| 5.6         |            | Кінець дороги з одностороннім рухом                                                               | |
| 5.7.1       |            | Виїзд на дорогу з одностороннім рухом                                                             | Показують напрямок руху на перехрещуваній дорозі, якщо на ній організовано односторонній рух. Рух транспортних засобів по цій дорозі або проїзній частині дозволяється лише у напрямку, показаному стрілкою. |
| 5.7.2       |            | Виїзд на дорогу з одностороннім рухом                                                             | Показують напрямок руху на перехрещуваній дорозі, якщо на ній організовано односторонній рух. Рух транспортних засобів по цій дорозі або проїзній частині дозволяється лише у напрямку, показаному стрілкою. |
| 5.8         |            | Дорога із смугою для руху маршрутних транспортних засобів                                         | Дорога, на якій по спеціально відведеній смузі здійснюється рух транспортних засобів за встановленим маршрутом та велосипедистів. |
| 5.9         |            | Кінець дороги із смугою для руху маршрутних транспортних засобів                                  | |
| 5.10.1      |            | Виїзд на дорогу із смугою для руху маршрутних транспортних засобів                                | |
| 5.10.2      |            | Виїзд на дорогу із смугою для руху маршрутних транспортних засобів                                | |
| 5.10.3      |            | Виїзд на дорогу із смугою для руху маршрутних транспортних засобів                                | Знаки 5.10.3, 5.10.4 застосовуються для позначення виїзду на дорогу, де рух транспортних засобів, що рухаються за встановленими маршрутами, здійснюється спеціально відведеною смугою, позначеною знаком 5.11, попутно загальному потоку. |
| 5.10.4      |            | Виїзд на дорогу із смугою для руху маршрутних транспортних засобів                                | Знаки 5.10.3, 5.10.4 застосовуються для позначення виїзду на дорогу, де рух транспортних засобів, що рухаються за встановленими маршрутами, здійснюється спеціально відведеною смугою, позначеною знаком 5.11, попутно загальному потоку. |
| 5.11        |            | Смуга для руху маршрутних транспортних засобів                                                    | Смуга призначена для руху транспортних засобів, що рухаються за встановленими маршрутами, та велосипедистів, якщо рух такою смугою здійснюється попутно загальному потоку транспортних засобів. Дія знака поширюється на смугу руху, над якою він установлений. Якщо знак установлений праворуч від дороги, його дія поширюється на праву смугу руху. Водію, який повертає праворуч на дорозі із смугою для маршрутних транспортних засобів, що відокремлена переривчастою лінією дорожньої розмітки, дозволено виконувати поворот із цієї смуги. У таких місцях дозволяється також заїжджати на неї під час виїзду на дорогу і для посадки чи висадки пасажирів біля правого краю проїзної частини. |
| 5.12        |            | Кінець смуги для руху маршрутних транспортних засобів                                             | |
| 5.13        |            | Дорога з реверсивним рухом                                                                        | Початок ділянки дороги, на якій по одній або кількох смугах напрямок руху може змінюватися на протилежний. |
| 5.14        |            | Кінець дороги з реверсивним рухом                                                                 | |
| 5.15        |            | Виїзд на дорогу з реверсивним рухом                                                               | |
| 5.16        |            | Напрямки руху по смугах                                                                           | Показує кількість смуг на перехресті і дозволені напрямки руху по кожній з них. |
| 5.17.1      |            | Напрямок руху по смугах                                                                           | |
| 5.17.2      |            | Напрямок руху по смугах                                                                           | |
| 5.18        |            | Напрямок руху по смузі                                                                            | Показує дозволений напрямок руху по смузі. Знак 5.18 із стрілкою, що зображує поворот ліворуч іншим чином, ніж це передбачено цими Правилами, означає, що на даному перехресті поворот ліворуч або розворот здійснюється з виїздом за межі перехрестя направо і об'їздом клумби (розділювального острівця) у напрямку, показаному стрілкою |
| 5.19.1      |            | Використання смуги руху                                                                           | Інформує водіїв про використання смуги для руху тільки певних видів транспортних засобів у зазначених напрямках. |
| 5.19.2      |            | Використання смуги руху                                                                           | Інформує водіїв про використання смуги для руху тільки певних видів транспортних засобів у зазначених напрямках. |
| 5.19.3      |            | Використання смуги руху                                                                           | Інформує водіїв про використання смуги для руху тільки певних видів транспортних засобів у зазначених напрямках. |
| 5.20.1      |            | Початок додаткової смуги руху                                                                     | Позначає початок додаткової смуги на підйом або смуги гальмування на транспортних розв'язках в одному або різних рівнях. |
| 5.20.2      |            | Початок додаткової смуги руху                                                                     | Позначає додаткову смугу зліва або початок смуги гальмування перед перехрестям, призначеної для повороту ліворуч або розвороту. |
| 5.21.1      |            | Кінець додаткової смуги руху                                                                      | Знак 5.21.1 показує на кінець додаткової смуги або смуги для розгону, 5.21.2 — на кінець смуги, призначеної для руху в даному напрямку. |
| 5.21.2      |            | Кінець додаткової смуги руху                                                                      | Знак 5.21.1 показує на кінець додаткової смуги або смуги для розгону, 5.21.2 — на кінець смуги, призначеної для руху в даному напрямку. |
| 5.22        |            | Прилягання смуги для розгону транспортних засобів                                                 | Місце, де смуга для розгону прилягає до основної смуги руху на одному рівні з правого боку. |
| 5.23        |            | Прилягання додаткової смуги руху з правого боку                                                   | Інформує про те, що додаткова смуга руху прилягає до основної смуги руху на дорозі з правого боку. |
| 5.24        |            | Мінімальна швидкість на різних смугах руху                                                        | Зображення знака 4.12 на знаці 5.24 встановлює мінімально допустиму швидкість на смугах. |
| 5.25        |            | Мінімальна швидкість на смузі руху                                                                | Зображення знака 4.12 на знаці 5.25 встановлює мінімально допустиму швидкість на лівій смузі, що веде на підйом з метою зазначення смуги для тихохідного транспорту. |
| 5.26        |            | Обмеження максимальної швидкості на різних смугах руху                                            | Зображення знака 3.29 на знаці 5.26 встановлює максимальну швидкість на смугах руху. |
| 5.27.1      |            | Зміна напрямку руху на дорозі з розділювальною смугою                                             | Показує напрямок об'їзду закритої для руху ділянки проїзної частини на дорозі з розділювальною смугою або напрямок руху для повернення на проїзну частину праворуч. |
| 5.27.2      |            | Зміна напрямку руху на дорозі з розділювальною смугою                                             | Показує напрямок об'їзду закритої для руху ділянки проїзної частини на дорозі з розділювальною смугою або напрямок руху для повернення на проїзну частину праворуч. |
| 5.28        |            | Смуга руху для аварійної зупинки                                                                  | Інформує водія про розташування смуги, спеціально підготовленої для аварійної зупинки транспортних засобів у разі відмови гальмової системи. |
| 5.29        |            | Місце для розвороту                                                                               | Позначає місце для розвороту транспортних засобів. Поворот ліворуч забороняється. |
| 5.30        |            | Зона для розвороту                                                                                | Позначає зону за довжиною для розвороту транспортних засобів. Поворот ліворуч забороняється. |
| 5.31.1      |            | Напрямок руху для вантажних автомобілів                                                           | Показує рекомендований напрямок руху для вантажних автомобілів і самохідних машин. |
| 5.31.2      |            | Напрямок руху для вантажних автомобілів                                                           | Показує рекомендований напрямок руху для вантажних автомобілів і самохідних машин. |
| 5.31.3      |            | Напрямок руху для вантажних автомобілів                                                           | Показує рекомендований напрямок руху для вантажних автомобілів і самохідних машин. |
| 5.32.1      |            | Глухий кут                                                                                        | Дорога, що не має наскрізного проїзду. |
| 5.32.2      |            | Глухий кут                                                                                        | Дорога, що не має наскрізного проїзду. |
| 5.32.3      |            | Глухий кут                                                                                        | Дорога, що не має наскрізного проїзду. |
| 5.33        |            | Рекомендована швидкість                                                                           | Зона дії знака поширюється до найближчого перехрестя. |
| 5.34        |            | Житлова зона                                                                                      | Інформує про в'їзд на територію, де діють особливі умови дорожнього руху, передбачені цими Правилами. |
| 5.35        |            | Кінець житлової зони                                                                              | |
| 5.36        |            | Пішохідна зона                                                                                    | Інформує про особливості і умови дорожнього руху, передбачені цими Правилами. |
| 5.37        |            | Кінець пішохідної зони                                                                            | |
| 5.38.1      |            | Пішохідний перехід                                                                                | Знак 5.38.1 встановлюють праворуч від дороги на ближній межі переходу, а знак 5.38.2 — ліворуч від дороги на дальній межі переходу. |
| 5.38.2      |            | Пішохідний перехід                                                                                | Знак 5.38.1 встановлюють праворуч від дороги на ближній межі переходу, а знак 5.38.2 — ліворуч від дороги на дальній межі переходу. |
| 5.39        |            | Діагональний пішохідний перехід                                                                   | Застосовується лише на регульованих перехрестях (на яких сигнал світлофора не переводять у режим жовтого миготіння), де дозволено перехід по діагоналі. |
| 5.40.1      |            | Підземний пішохідний перехід                                                                      | |
| 5.40.2      |            | Підземний пішохідний перехід                                                                      | |
| 5.41.1      |            | Надземний пішохідний перехід                                                                      | |
| 5.41.2      |            | Надземний пішохідний перехід                                                                      | |
| 5.42.1      |            | Місце для стоянки                                                                                 | Місця та майданчики для стоянки транспортних засобів. Знак 5.42.2 позначає криті (підземні та надземні) стоянки. Знак 5.42.3 позначає місця, де може зупинитися вантажний автомобіль, фургон тощо, виключно на час, необхідний для розвантаження/завантаження. Знак 5.42.3 може застосовуватися з однією з табличок 7.4.1, 7.4.2, 7.4.3, 7.4.4, 7.4.5, 7.4.6, 7.4.7. Знаки 5.42.1, 5.42.2 із табличками 7.28.1, 7.28.2, 7.28.3, 7.28.4 позначають стоянки поблизу станцій метро та зупинок маршрутних транспортних засобів. Знак 5.42.1 із табличкою 7.5.9 застосовується для позначення стоянок для транспортних засобів, що здійснюють міжнародні автомобільні перевезення вантажів. На знаках 5.42.1 і 5.42.2 може бути нанесене зменшене зображення табличок до дорожніх знаків 7.5.9, 7.6.1, 7.6.2, 7.6.3, 7.6.4, 7.6.5, 7.6.6, 7.6.7, 7.14, 7.17, 7.23, 7.28.1, 7.28.2, 7.28.3, 7.28.4, що характеризують умови та спеціалізацію стоянки. При цьому літера «Р» може зміститися ліворуч. |
| 5.42.2      |            | Місце для стоянки                                                                                 | Місця та майданчики для стоянки транспортних засобів. Знак 5.42.2 позначає криті (підземні та надземні) стоянки. Знак 5.42.3 позначає місця, де може зупинитися вантажний автомобіль, фургон тощо, виключно на час, необхідний для розвантаження/завантаження. Знак 5.42.3 може застосовуватися з однією з табличок 7.4.1, 7.4.2, 7.4.3, 7.4.4, 7.4.5, 7.4.6, 7.4.7. Знаки 5.42.1, 5.42.2 із табличками 7.28.1, 7.28.2, 7.28.3, 7.28.4 позначають стоянки поблизу станцій метро та зупинок маршрутних транспортних засобів. Знак 5.42.1 із табличкою 7.5.9 застосовується для позначення стоянок для транспортних засобів, що здійснюють міжнародні автомобільні перевезення вантажів. На знаках 5.42.1 і 5.42.2 може бути нанесене зменшене зображення табличок до дорожніх знаків 7.5.9, 7.6.1, 7.6.2, 7.6.3, 7.6.4, 7.6.5, 7.6.6, 7.6.7, 7.14, 7.17, 7.23, 7.28.1, 7.28.2, 7.28.3, 7.28.4, що характеризують умови та спеціалізацію стоянки. При цьому літера «Р» може зміститися ліворуч. |
| 5.42.3      |            | Місце для стоянки                                                                                 | Місця та майданчики для стоянки транспортних засобів. Знак 5.42.2 позначає криті (підземні та надземні) стоянки. Знак 5.42.3 позначає місця, де може зупинитися вантажний автомобіль, фургон тощо, виключно на час, необхідний для розвантаження/завантаження. Знак 5.42.3 може застосовуватися з однією з табличок 7.4.1, 7.4.2, 7.4.3, 7.4.4, 7.4.5, 7.4.6, 7.4.7. Знаки 5.42.1, 5.42.2 із табличками 7.28.1, 7.28.2, 7.28.3, 7.28.4 позначають стоянки поблизу станцій метро та зупинок маршрутних транспортних засобів. Знак 5.42.1 із табличкою 7.5.9 застосовується для позначення стоянок для транспортних засобів, що здійснюють міжнародні автомобільні перевезення вантажів. На знаках 5.42.1 і 5.42.2 може бути нанесене зменшене зображення табличок до дорожніх знаків 7.5.9, 7.6.1, 7.6.2, 7.6.3, 7.6.4, 7.6.5, 7.6.6, 7.6.7, 7.14, 7.17, 7.23, 7.28.1, 7.28.2, 7.28.3, 7.28.4, що характеризують умови та спеціалізацію стоянки. При цьому літера «Р» може зміститися ліворуч. |
| 5.43        |            | Зона стоянки                                                                                      | Позначає початок зони, де дозволено стоянку на проїзній частині або вздовж проїзної частини за умов, що зазначаються на знаку або додаткових табличках під ним. Знак 5.43 з однією з табличок 7.6.1, 7.6.2, 7.6.3, 7.6.4, 7.6.5, 7.6.6, 7.6.7 позначає спосіб поставлення автомобіля. На знаку 5.43 може бути нанесено зображення табличок до дорожніх знаків. |
| 5.44        |            | Кінець зони стоянки                                                                               | Позначає кінець зони, де дозволено стоянку. |
| 5.45.1      |            | Пункт зупинки автобуса                                                                            | Знак позначає початок посадкового майданчика автобуса, що рухається за встановленим маршрутом. |
| 5.45.2      |            | Кінець пункту зупинки автобуса                                                                    | Позначає кінець посадкового майданчика автобуса. |
| 5.46.1      |            | Пункт зупинки трамвая                                                                             | Позначає початок посадкового майданчика трамвая. |
| 5.46.2      |            | Кінець пункту зупинки трамвая                                                                     | Позначає кінець посадкового майданчика трамвая. |
| 5.47.1      |            | Пункт зупинки тролейбуса                                                                          | Позначає початок посадкового майданчика тролейбуса. |
| 5.47.2      |            | Кінець пункту зупинки тролейбуса                                                                  | Позначає кінець посадкового майданчика тролейбуса. |
| 5.48        |            | Місце зупинки таксі                                                                               | Позначає місце стоянки таксі у населеному пункті. У нижній частині знака може бути нанесено зображення таблички 7.2.1 зі зазначенням протяжності зони стоянки таксі. |
| 5.49        |            | Початок населеного пункту                                                                         | Найменування і початок забудови населеного пункту, в якому діють вимоги цих Правил, що визначають порядок руху в населених пунктах. |
| 5.50        |            | Кінець населеного пункту                                                                          | Місце, з якого на даній дорозі втрачають чинність вимоги цих Правил, що визначають порядок руху в населених пунктах. Знаки 5.49 і 5.50 установлюються на фактичній межі забудови, яка прилягає до дороги. |
| 5.51        |            | Початок населеного пункту                                                                         | Найменування і початок населеного пункту, на дорозі якого не діють вимоги цих Правил, що визначають порядок руху в населених пунктах. Для позначення початку населеного пункту, де відсутня забудова, знак 5.51 може встановлюватися на фактичній адміністративній межі населеного пункту. |
| 5.52        |            | Кінець населеного пункту                                                                          | Позначає кінець населеного пункту, позначеного знаком 5.51. |
| 5.53        |            | Початок забудови населеного пункту                                                                | Застосовується виключно в межах населених пунктів, початок яких позначено знаком 5.51, для позначення межі, де починається забудова безпосередньо поблизу проїзної частини (за умови наявності такої забудови). Означає обмеження максимальної дозволеної швидкості до 50 км/год. |
| 5.54        |            | Кінець забудови населеного пункту                                                                 | Застосовується в населених пунктах, позначених знаком 5.51, для виділення межі закінчення забудови населеного пункту, розташованої безпосередньо поблизу проїзної частини (за умови подальшої відсутності такої забудови). |
| 5.55        |            | Загальні обмеження швидкості та розклад застосування денних ходових вогнів (ближнього світла фар) | Інформує про загальні обмеження швидкості на території України та строки обов'язкового ввімкнення на механічних транспортних засобах денних ходових вогнів (ближнього світла фар) поза населеними пунктами. |
| 5.56        |            | Можливість використання дороги                                                                    | Інформує про можливість руху гірською дорогою, зокрема у разі переїзду через перевал, назва якого зазначена у верхній частині знака. Таблички 1-3 — змінні. Табличка 1 червоного кольору з написом «Закрито» забороняє рух, зеленого з написом «Відкрито» — дозволяє. Таблички 2 і 3 білого кольору з написами і позначеннями на них — чорного. У разі коли проїзд відкрито, на табличках 2 і 3 вказівки відсутні. У разі коли проїзд закрито, на табличці 3 зазначають населений пункт, до якого дорога відкрита, а на табличці 2 роблять напис «Відкрито до…». |
| 5.57        |            | Попередній покажчик напрямків                                                                     | Напрямки руху до населених пунктів або інших об'єктів. На знаку 5.57 може бути нанесена схема об'їзду ділянок доріг, на яких установлено один зі заборонних знаків 3.15, 3.16, 3.17, 3.18, 3.19. У нижній частині знаку 5.57 зазначають відстань від місця розміщення знаку до перехрестя або початку смуги гальмування. На знаку 5.57 може бути нанесено зображення знаків 3.2, 3.3, 3.4, 3.5, 3.6, 3.7, 3.8, 3.11, 3.12, 3.13, 3.14, 3.15, 3.16, 3.17, 3.18, 3.19, 3.20, 3.29, 3.31, 5.1, 5.3, 5.31.1, 5.31.2, 5.31.3, 5.32.1, 5.32.2, 5.32.3, 5.33, 5.42.1, 5.42.2, 5.66, 5.82.1, 5.83.1, знаків сервісу, символи аеропорту та інші піктограми, що інформують учасників дорожнього руху про напрямки маршруту, особливості чи режими руху. |
| 5.57        |            | Попередній покажчик напрямків                                                                     | Напрямки руху до населених пунктів або інших об'єктів. На знаку 5.57 може бути нанесена схема об'їзду ділянок доріг, на яких установлено один зі заборонних знаків 3.15, 3.16, 3.17, 3.18, 3.19. У нижній частині знаку 5.57 зазначають відстань від місця розміщення знаку до перехрестя або початку смуги гальмування. На знаку 5.57 може бути нанесено зображення знаків 3.2, 3.3, 3.4, 3.5, 3.6, 3.7, 3.8, 3.11, 3.12, 3.13, 3.14, 3.15, 3.16, 3.17, 3.18, 3.19, 3.20, 3.29, 3.31, 5.1, 5.3, 5.31.1, 5.31.2, 5.31.3, 5.32.1, 5.32.2, 5.32.3, 5.33, 5.42.1, 5.42.2, 5.66, 5.82.1, 5.83.1, знаків сервісу, символи аеропорту та інші піктограми, що інформують учасників дорожнього руху про напрямки маршруту, особливості чи режими руху. |
| 5.57        |            | Попередній покажчик напрямків                                                                     | Напрямки руху до населених пунктів або інших об'єктів. На знаку 5.57 може бути нанесена схема об'їзду ділянок доріг, на яких установлено один зі заборонних знаків 3.15, 3.16, 3.17, 3.18, 3.19. У нижній частині знаку 5.57 зазначають відстань від місця розміщення знаку до перехрестя або початку смуги гальмування. На знаку 5.57 може бути нанесено зображення знаків 3.2, 3.3, 3.4, 3.5, 3.6, 3.7, 3.8, 3.11, 3.12, 3.13, 3.14, 3.15, 3.16, 3.17, 3.18, 3.19, 3.20, 3.29, 3.31, 5.1, 5.3, 5.31.1, 5.31.2, 5.31.3, 5.32.1, 5.32.2, 5.32.3, 5.33, 5.42.1, 5.42.2, 5.66, 5.82.1, 5.83.1, знаків сервісу, символи аеропорту та інші піктограми, що інформують учасників дорожнього руху про напрямки маршруту, особливості чи режими руху. |
| 5.57        |            | Попередній покажчик напрямків                                                                     | Напрямки руху до населених пунктів або інших об'єктів. На знаку 5.57 може бути нанесена схема об'їзду ділянок доріг, на яких установлено один зі заборонних знаків 3.15, 3.16, 3.17, 3.18, 3.19. У нижній частині знаку 5.57 зазначають відстань від місця розміщення знаку до перехрестя або початку смуги гальмування. На знаку 5.57 може бути нанесено зображення знаків 3.2, 3.3, 3.4, 3.5, 3.6, 3.7, 3.8, 3.11, 3.12, 3.13, 3.14, 3.15, 3.16, 3.17, 3.18, 3.19, 3.20, 3.29, 3.31, 5.1, 5.3, 5.31.1, 5.31.2, 5.31.3, 5.32.1, 5.32.2, 5.32.3, 5.33, 5.42.1, 5.42.2, 5.66, 5.82.1, 5.83.1, знаків сервісу, символи аеропорту та інші піктограми, що інформують учасників дорожнього руху про напрямки маршруту, особливості чи режими руху. |
| 5.57        |            | Попередній покажчик напрямків                                                                     | Напрямки руху до населених пунктів або інших об'єктів. На знаку 5.57 може бути нанесена схема об'їзду ділянок доріг, на яких установлено один зі заборонних знаків 3.15, 3.16, 3.17, 3.18, 3.19. У нижній частині знаку 5.57 зазначають відстань від місця розміщення знаку до перехрестя або початку смуги гальмування. На знаку 5.57 може бути нанесено зображення знаків 3.2, 3.3, 3.4, 3.5, 3.6, 3.7, 3.8, 3.11, 3.12, 3.13, 3.14, 3.15, 3.16, 3.17, 3.18, 3.19, 3.20, 3.29, 3.31, 5.1, 5.3, 5.31.1, 5.31.2, 5.31.3, 5.32.1, 5.32.2, 5.32.3, 5.33, 5.42.1, 5.42.2, 5.66, 5.82.1, 5.83.1, знаків сервісу, символи аеропорту та інші піктограми, що інформують учасників дорожнього руху про напрямки маршруту, особливості чи режими руху. |
| 5.58        |            | Попередній покажчик напрямку                                                                      | Застосовується для зазначення об'єктів, що розташовані в одному напрямку. |
| 5.58        |            | Попередній покажчик напрямку                                                                      | Застосовується для зазначення об'єктів, що розташовані в одному напрямку. |
| 5.59        | або        | Покажчик напрямку                                                                                 | Застосовуються для зазначення відповідно до одного чи кількох напрямків руху до населених пунктів або інших об'єктів. |
| 5.59        |            | Покажчик напрямку                                                                                 | Застосовуються для зазначення відповідно до одного чи кількох напрямків руху до населених пунктів або інших об'єктів. |
| 5.59        |            | Покажчик напрямку                                                                                 | Застосовуються для зазначення відповідно до одного чи кількох напрямків руху до населених пунктів або інших об'єктів. |
| 5.59        |            | Покажчик напрямку                                                                                 | Застосовуються для зазначення відповідно до одного чи кількох напрямків руху до населених пунктів або інших об'єктів. |
| 5.60        |            | Покажчик напрямків                                                                                | Застосовуються для зазначення відповідно до одного чи кількох напрямків руху до населених пунктів або інших об'єктів. |
| 5.60        |            | Покажчик напрямків                                                                                | Застосовуються для зазначення відповідно до одного чи кількох напрямків руху до населених пунктів або інших об'єктів. |
| 5.61        |            | Покажчик відстаней (підтвердження маршруту)                                                       | Зазначає відстані (км) та підтверджує напрямки до населених пунктів, розташованих на маршруті. |
| 5.61        |            | Покажчик відстаней (підтвердження маршруту)                                                       | Зазначає відстані (км) та підтверджує напрямки до населених пунктів, розташованих на маршруті. |
| 5.62        |            | Схема руху                                                                                        | Позначає маршрут руху, якщо на перехресті рух в окремих напрямках заборонено, або позначає дозволені напрямки руху на перехресті із складним плануванням. |
| 5.63        |            | Схема об'їзду                                                                                     | Маршрут об'їзду ділянки дороги, яка тимчасово закрита для руху. Встановлюється поза населеними пунктами на відстані 150—300 м, а в населених пунктах на відстані 50-100 м до початку об'їзду. |
| 5.64.1      |            | Напрямок об'їзду                                                                                  | Напрямок об'їзду ділянки дороги, яка тимчасово закрита для руху. |
| 5.64.2      |            | Напрямок об'їзду                                                                                  | Напрямок об'їзду ділянки дороги, яка тимчасово закрита для руху. |
| 5.64.3      |            | Напрямок об'їзду                                                                                  | Напрямок об'їзду ділянки дороги, яка тимчасово закрита для руху. |
| 5.65.1      |            | Назва об'єкта                                                                                     | Назва об'єкта іншого, ніж населений пункт (вулиця, річка, озеро, перевал, визначне місце, межа адміністративного району тощо). Знаки 5.65.1 і 5.65.2 встановлюють безпосередньо перед об'єктом. Знак 5.65.1 позначає об'єкти в населених пунктах, знак 5.65.2 — на всіх інших дорогах та дорогах, що проходять через населені пункти, позначені знаком 5.51. |
| 5.65.2      |            | Назва об'єкта                                                                                     | Назва об'єкта іншого, ніж населений пункт (вулиця, річка, озеро, перевал, визначне місце, межа адміністративного району тощо). Знаки 5.65.1 і 5.65.2 встановлюють безпосередньо перед об'єктом. Знак 5.65.1 позначає об'єкти в населених пунктах, знак 5.65.2 — на всіх інших дорогах та дорогах, що проходять через населені пункти, позначені знаком 5.51. |
| 5.66        |            | Номер маршруту (дороги)                                                                           | Зазначає номери маршруту дороги, затверджені у встановленому порядку. |
| 5.67.1      |            | Номер і напрямок маршруту (дороги)                                                                | Застосовуються перед перехрестям для зазначення номера дороги, що перетинається, інформування щодо зміни на перехресті напрямку маршруту (дороги) зі зазначеним номером, організації виїзду на дорогу зі зазначеним номером на транспортній розв'язці у різних рівнях чи транспортній розв'язці в одному рівні із складним плануванням (кільцеві розв'язки, пересічення більш ніж двох доріг тощо). |
| 5.67.2      |            | Номер і напрямок маршруту (дороги)                                                                | Застосовуються перед перехрестям для зазначення номера дороги, що перетинається, інформування щодо зміни на перехресті напрямку маршруту (дороги) зі зазначеним номером, організації виїзду на дорогу зі зазначеним номером на транспортній розв'язці у різних рівнях чи транспортній розв'язці в одному рівні із складним плануванням (кільцеві розв'язки, пересічення більш ніж двох доріг тощо). |
| 5.67.3      |            | Номер і напрямок маршруту (дороги)                                                                | Застосовуються перед перехрестям для зазначення номера дороги, що перетинається, інформування щодо зміни на перехресті напрямку маршруту (дороги) зі зазначеним номером, організації виїзду на дорогу зі зазначеним номером на транспортній розв'язці у різних рівнях чи транспортній розв'язці в одному рівні із складним плануванням (кільцеві розв'язки, пересічення більш ніж двох доріг тощо). |
| 5.68        |            | Кілометровий знак                                                                                 | Відстань від початку дороги (населеного пункту, державного кордону, місця прилягання до іншої дороги або від іншого об'єкта згідно з паспортом дороги) до місця встановлення знака. |
| 5.69        |            | Місце зупинки                                                                                     | Місце зупинки транспортних засобів під час заборонного сигналу світлофора (регулювальника) чи перед залізничними переїздами, рух через які регулюється світлофорами. |
| 5.70        | або        | Зміна схеми руху                                                                                  | Позначає, що за цим знаком тимчасово або постійно змінено схему руху та/або встановлено нові дорожні знаки. Застосовується протягом не менш як трьох місяців у разі зміни руху на постійній основі, а також протягом необхідного проміжку часу у разі зміни руху на тимчасовій основі та встановлюють не менш як за 100 м до першого тимчасового знака. |
| 5.71        |            | Аеропорт                                                                                          | |
| 5.72        |            | Залізничний вокзал чи пункт зупинки поїздів                                                       | |
| 5.73        |            | Автовокзал чи автостанція                                                                         | |
| 5.74        |            | Тунель                                                                                            | Позначає початок ділянки дороги, що проходить через тунель довжиною 1000 м і більше. Якщо під час в'їзду в тунель не видно його кінця, зі знаком 5.74 застосовується табличка 7.2.1, на якій зазначають протяжність тунелю. Протяжність тунелю може зазначатися в нижній частині знака. Назва тунелю може зазначатися на самому знаку 5.74 або окремо на знаку 5.65.1 чи 5.65.2. |
| 5.75        |            | Закінчення тунелю                                                                                 | Місце, з якого припиняють дію спеціальні правила, що встановлені для ділянки дороги, яка проходить через тунель. |
| 5.76        |            | Автоматична відеофіксація порушень Правил дорожнього руху                                         | Позначає ділянки доріг, де можливе здійснення контролю за порушенням Правил дорожнього руху за допомогою спеціальних технічних та/або електронних засобів. |
| 5.77        |            | Морський (річковий) порт чи вокзал                                                                | Місце розташування морського (річкового) порту чи вокзалу. Знаки 5.71, 5.72, 5.73, 5.77 установлюються безпосередньо біля об'єктів, а у разі, коли вони розташовані осторонь дороги, — біля повороту до них. |
| 5.78        |            | Радіостанції, що передають інформацію про дорожній рух                                            | Позначає ділянки дороги, на якій здійснюється прийом передачі радіостанції на частоті, вказаній на знаку. |
| 5.79.1      |            | Аварійний вихід                                                                                   | Розташування аварійних виходів з тунелю. |
| 5.79.2      |            | Аварійний вихід                                                                                   | Розташування аварійних виходів з тунелю. |
| 5.80.1      |            | Покажчики напрямків і відстані до аварійних виходів                                               | Знаки 5.80.1, 5.80.2 і знак 5.81 застосовуються для зазначення напрямку і відстані до найближчих аварійних виходів з тунелю. |
| 5.80.2      |            | Покажчики напрямків і відстані до аварійних виходів                                               | Знаки 5.80.1, 5.80.2 і знак 5.81 застосовуються для зазначення напрямку і відстані до найближчих аварійних виходів з тунелю. |
| 5.81        |            | Покажчик напрямків і відстані до аварійних виходів                                                | Знаки 5.80.1, 5.80.2 і знак 5.81 застосовуються для зазначення напрямку і відстані до найближчих аварійних виходів з тунелю. |
| 5.82.1      |            | Платна дорога                                                                                     | Інформують учасників дорожнього руху про необхідність оплати за проїзд дорогою чи окремою ділянкою дороги. Знаки встановлюють при в'їзді на платні дороги та, попередньо, для вибору альтернативного маршруту з безоплатним проїздом. |
| 5.82.2      |            | Кінець платної дороги                                                                             | Виїзд з платної дороги чи її ділянки. Знаки встановлюються безпосередньо при виїзді з платної дороги. |
| 5.83.1      |            | Платна дорога                                                                                     | Інформують учасників дорожнього руху про необхідність оплати за проїзд дорогою чи окремою ділянкою дороги. Знаки встановлюють при в'їзді на платні дороги та, попередньо, для вибору альтернативного маршруту з безоплатним проїздом. |
| 5.83.2      |            | Кінець платної дороги                                                                             | Виїзд з платної дороги чи її ділянки. Знаки встановлюються безпосередньо при виїзді з платної дороги. |
| 5.84        |            | Початок прикордонної смуги                                                                        | Знак 5.84 позначає в'їзд на територію, де діють особливі умови дорожнього руху, передбачені пунктом 2.4-3 цих Правил. |
| 5.85        |            | Кінець прикордонної смуги                                                                         | Знаки 5.84 і 5.85 встановлюються на фактичній межі території територіальної громади, прилеглої до державного кордону або до берегів прикордонних річок, озер та інших водойм. |
| 5.86        |            | Початок контрольованого прикордонного району                                                      | В'їзд на територію, де діють особливі умови дорожнього руху, передбачені пунктом 2.4-3 цих Правил. |
| 5.87        |            | Кінець контрольованого прикордонного району                                                       | Виїзд з території, де діють особливі умови дорожнього руху, передбачені пунктом 2.4-3 цих Правил. Знаки 5.86 і 5.87 установлюють на фактичній межі території району, міста, прилеглої, як правило, до державного кордону або до узбережжя моря, що охороняються органами Держприкордонслужби. |
| 5.88        |            | Велосмуга                                                                                         | Позначення виділеної на проїзній частині велосипедної смуги. Якщо велосмуга відокремлена від основної проїзної частини розміткою 1.2, знак 5.88 у поєднанні з табличкою 7.9 розташовується над виділеною велосмугою на її початку та повторюється після кожного перехрестя до її закінчення. |
| 5.89        |            | Кінець велосмуги                                                                                  | Кінець смуги для руху велосипедистів, позначеної знаком 5.88. |
| 5.90        |            | Зона для пішоходів і велосипедистів                                                               | Початок виділеної зони для суміщеного руху пішоходів і велосипедистів, на території якої проїзд інших транспортних засобів заборонено. |
| 5.91        |            | Кінець зони для пішоходів і велосипедистів                                                        | Кінець виділеної зони для суміщеного руху пішоходів і велосипедистів. |
| 5.92.1      |            | Велопереїзд                                                                                       | Позначає організований переїзд велосипедистів через проїзну частину. |
| 5.92.2      |            | Велопереїзд                                                                                       | Позначає організований переїзд велосипедистів через проїзну частину. |
| 5.93.1      |            | Суміжні пішохідний перехід та велопереїзд                                                         | Застосовуються для позначення місць, де пішохідний перехід і велопереїзд розташовані поруч на відстані не більше ніж 0,4 м один від одного. |
| 5.93.2      |            | Суміжні пішохідний перехід та велопереїзд                                                         | Застосовуються для позначення місць, де пішохідний перехід і велопереїзд розташовані поруч на відстані не більше ніж 0,4 м один від одного. |
| 5.94.1      |            | Дорога зі зустрічною велосмугою                                                                   | Позначає дорогу, на якій по спеціально виділеній і відокремленій розміткою смузі, організовано рух велосипедистів у зустрічному до загального потоку транспортних засобів напрямку. |
| 5.94.2      |            | Кінець дороги зі зустрічною велосмугою                                                            | |
| 5.95.1      |            | Виїзд на дорогу з одностороннім рухом і зустрічною велосмугою                                     | Позначає дорогу, на якій по спеціально виділеній і відокремленій розміткою смузі, організовано рух велосипедистів у зустрічному до загального потоку транспортних засобів напрямку. |
| 5.95.2      |            | Виїзд на дорогу з одностороннім рухом і зустрічною велосмугою                                     | Позначає дорогу, на якій по спеціально виділеній і відокремленій розміткою смузі, організовано рух велосипедистів у зустрічному до загального потоку транспортних засобів напрямку. |
| 5.96.1      |            | Зона габаритно-вагового контролю                                                                  | Позначають початок і кінець спеціально обладнаних вздовж автомобільних доріг загального користування майданчиків, призначених для проходження габаритно-вагового контролю вантажних автомобілів на стаціонарних або пересувних пунктах габаритно-вагового контролю. |
| 5.96.2      |            | Кінець зони габаритно-вагового контролю                                                           | Позначають початок і кінець спеціально обладнаних вздовж автомобільних доріг загального користування майданчиків, призначених для проходження габаритно-вагового контролю вантажних автомобілів на стаціонарних або пересувних пунктах габаритно-вагового контролю. |

Знаки 5.17.1 і 5.17.2 з відповідною кількістю стрілок використовуються на дорогах, що мають три і більше смуг із нерівним розподілом для обох напрямків.
Знаки 5.17.1 і 5.17.2 організовують реверсивний рух.
Дія знаків 5.16 і 5.18, встановлених перед перехрестям, поширюється на все перехрестя, якщо повторні знаки не вкажуть по-інакшому.
Дія знаків 5.34, 5.36 і 5.43 поширюється на всю позначену ними територію.
Окремі дворові території знаками 5.34 і 5.35 не позначено, але на таких територіях діють вимоги розділу 26 цих Правил.
Якщо знаки 5.57-5.60 встановлено у поселенні, то воно має біле тло, а якщо поза ним, то синє або зелене.
Знак 5.59 на зеленому фоні же інформує про напрямок руху до визначних місць.
На вставках знаків 5.59, 5.60 можуть бути зазначені номери доріг із такими значеннями:
- Е — Європейська мережа доріг (букви та цифри білого кольору на зеленому тлі);
- М — міжнародні, Н — національні (букви та цифри білого кольору на червоному тлі);
- Р — регіональні, Т — територіальні (букви білого кольору на синьому тлі);
- О — обласні, С — районні (букви чорного кольору на білому тлі).

## Знаки сервісу
Знаки сервісу позначають шлях до дорожніх служб, які можуть знадобитися водію. Вони можуть включати стрілки, відстані чи назви служб.

| Номер знака | Зображення | Назва знака                                                         | Опис |
| ----------- | ---------- | ------------------------------------------------------------------- | --- |
| 6.1         |            | Пункт першої медичної допомоги                                      | інформує про розташування пункту першої медичної допомоги. |
| 6.2         |            | Лікарня                                                             | інформує про розташування лікарні. |
| 6.3         |            | Телефон для виклику аварійної служби                                | інформує про розташування телефону для виклику аварійної служби. |
| 6.4         |            | Вогнегасник                                                         | Інформує про розташування вогнегасника. |
| 6.5         |            | Пункт технічного обслуговування                                     | Інформує про розташування пункту технічного обслуговування. |
| 6.6         |            | Пункт миття автомобілів                                             | Інформує про розташування пункту миття автомобілів. |
| 6.7.1       |            | Автозаправні станції                                                | Інформує про розташування автозаправної станції. Колір символів, зображених на знаках, відповідає таким видам палива на автозаправній станції: чорний — бензин та дизельне паливо; блакитний — газ. |
| 6.7.2       |            | Автозаправні станції                                                | Інформує про розташування автозаправної станції. Колір символів, зображених на знаках, відповідає таким видам палива на автозаправній станції: чорний — бензин та дизельне паливо; блакитний — газ. |
| 6.7.3       |            | Електрозарядні станції                                              | Інформує про місце зарядки для електромобілів. Колір зображеного на знаку символа — зелений. |
| 6.7.4       |            | Автозаправні станції                                                | Інформує про розташування автозаправної станції. Колір символів, зображених на знаку, відповідає таким видам палива на автозаправній станції: чорний — бензин та дизельне паливо; блакитний — газ.  |
| 6.7.5       |            | Автозаправні та електрозарядні станції                              | Інформує про наближення до автозаправної (бензин та дизельне паливо) станції з місцем зарядки електромобілів. Колір зображених на знаку символів — чорний, зелений.                                 |
| 6.7.6       |            | Автозаправні та електрозарядні станції                              | Інформує про наближення до автозаправної (газ) станції з місцем зарядки електромобілів. Колір зображених на знаку символів — блакитний, зелений.                                                    |
| 6.7.7       |            | Автозаправні та електрозарядні станції                              | Інформує про наближення до автозаправної (бензин, дизельне паливо, газ) станції з місцем зарядки електромобілів. Колір зображених на знаку символів — чорний, блакитний, зелений.                   |
| 6.8         |            | Телефон                                                             | Інформує про розташування телефону. |
| 6.9         |            | Пункт довідкової служби                                             | Інформує про розташування пункту довідкової служби. |
| 6.10        |            | Дорожні станції патрульної поліції                                  | Інформує про розташування будівлі або іншої споруди, призначеною для перебування в ній поліцейських патрульної поліції під час несення ними служби.                                                 |
| 6.11        |            | Туалет                                                              | Інформує про розташування туалету. |
| 6.12        |            | Питна вода                                                          | Інформує про розташування джерела питної води. |
| 6.13        |            | Ресторан або їдальня                                                | Інформує про розташування ресторану або їдальні. |
| 6.14        |            | Кафе                                                                | Інформує про розташування кафе. |
| 6.15        |            | Місце відпочинку                                                    | Інформує про розташування місця відпочинку. |
| 6.16        |            | Готель або мотель                                                   | Інформує про розташування готелю або мотелю. |
| 6.17        |            | Туристична база                                                     | Інформує про розташування туристичної бази. |
| 6.18        |            | Кемпінг                                                             | Інформує про розташування кемпінгу. |
| 6.19        |            | Місце стоянки причепів у кемпінгу                                   | Інформує про розташування місця стоянки причепів у кемпінгу. |
| 6.20        |            | Ділянка для табору автотуристів і місце стоянки причепів у кемпінгу | Інформує про розташування ділянки для табору автотуристів і місця стоянки причепів у кемпінгу. |
| 6.21        |            | Пляж або басейн                                                     | Інформує про розташування пляжу або басейну. |
| 6.22        |            | Визначні місця                                                      | Інформує про розташування визначних місць. |
| 6.23        |            | Шиномонтаж                                                          | Інформує про розташування шиномонтажу. |

## Таблички до дорожніх знаків
Таблички до дорожніх знаків надають додаткову інформацію про знак над ними.
| Номер знака | Зображення | Назва знака                                                     | Опис |
| ----------- | ---------- | --------------------------------------------------------------- | --- |
| 7.1.1       |            | Відстань до об'єкта                                             | Позначають відстань від знака до початку небезпечної ділянки, місця запровадження відповідного обмеження або до певного об'єкта (місця), розташованого попереду за ходом руху. Табличку 7.1.1 застосовують з попереджувальними знаками, а також з іншими попередньо встановленими знаками, за винятком знаків 5.16, 5.18, 5.20.1, 5.20.2, 5.31.1, 5.31.2, 5.31.3, 5.63 і знаків сервісу. Табличка 7.1.2 застосовується зі знаком 2.1, а також зі знаком 2.2. Таблички 7.1.3 і 7.1.4 застосовуються з попереджувальними знаками в місцях повороту в бік небезпечних ділянок дороги, а також зі знаками 5.1, 5.3, 5.42.1, 5.42.2 у місцях повороту до зазначених об'єктів. На табличках 7.1.3 і 7.1.4 зазначають відстань від краю проїзної частини, з якої здійснюється поворот, до об'єкта, розташованого біля дороги. |
| 7.1.2       |            | Відстань до об'єкта                                             | Позначають відстань від знака до початку небезпечної ділянки, місця запровадження відповідного обмеження або до певного об'єкта (місця), розташованого попереду за ходом руху. Табличку 7.1.1 застосовують з попереджувальними знаками, а також з іншими попередньо встановленими знаками, за винятком знаків 5.16, 5.18, 5.20.1, 5.20.2, 5.31.1, 5.31.2, 5.31.3, 5.63 і знаків сервісу. Табличка 7.1.2 застосовується зі знаком 2.1, а також зі знаком 2.2. Таблички 7.1.3 і 7.1.4 застосовуються з попереджувальними знаками в місцях повороту в бік небезпечних ділянок дороги, а також зі знаками 5.1, 5.3, 5.42.1, 5.42.2 у місцях повороту до зазначених об'єктів. На табличках 7.1.3 і 7.1.4 зазначають відстань від краю проїзної частини, з якої здійснюється поворот, до об'єкта, розташованого біля дороги. |
| 7.1.3       |            | Відстань до об'єкта                                             | Позначають відстань від знака до початку небезпечної ділянки, місця запровадження відповідного обмеження або до певного об'єкта (місця), розташованого попереду за ходом руху. Табличку 7.1.1 застосовують з попереджувальними знаками, а також з іншими попередньо встановленими знаками, за винятком знаків 5.16, 5.18, 5.20.1, 5.20.2, 5.31.1, 5.31.2, 5.31.3, 5.63 і знаків сервісу. Табличка 7.1.2 застосовується зі знаком 2.1, а також зі знаком 2.2. Таблички 7.1.3 і 7.1.4 застосовуються з попереджувальними знаками в місцях повороту в бік небезпечних ділянок дороги, а також зі знаками 5.1, 5.3, 5.42.1, 5.42.2 у місцях повороту до зазначених об'єктів. На табличках 7.1.3 і 7.1.4 зазначають відстань від краю проїзної частини, з якої здійснюється поворот, до об'єкта, розташованого біля дороги. |
| 7.1.4       |            | Відстань до об'єкта                                             | Позначають відстань від знака до початку небезпечної ділянки, місця запровадження відповідного обмеження або до певного об'єкта (місця), розташованого попереду за ходом руху. Табличку 7.1.1 застосовують з попереджувальними знаками, а також з іншими попередньо встановленими знаками, за винятком знаків 5.16, 5.18, 5.20.1, 5.20.2, 5.31.1, 5.31.2, 5.31.3, 5.63 і знаків сервісу. Табличка 7.1.2 застосовується зі знаком 2.1, а також зі знаком 2.2. Таблички 7.1.3 і 7.1.4 застосовуються з попереджувальними знаками в місцях повороту в бік небезпечних ділянок дороги, а також зі знаками 5.1, 5.3, 5.42.1, 5.42.2 у місцях повороту до зазначених об'єктів. На табличках 7.1.3 і 7.1.4 зазначають відстань від краю проїзної частини, з якої здійснюється поворот, до об'єкта, розташованого біля дороги. |
| 7.2.1       |            | Зона дії                                                        | Табличкою 7.2.1 позначають протяжність небезпечної ділянки, позначеної попереджувальними знаками, або зони дії заборонних та інформаційно-вказівних знаків. Табличку 7.2.1 застосовують: - із попереджувальними знаками 1.3.1 , 1.3.2 , 1.6 , 1.7 , 1.9 , 1.10 , 1.11 , 1.12 , 1.13 , 1.14 , 1.15 , 1.16 , 1.17 , 1.18 , 1.33 , 1.36 , 1.37 , 1.39 і 1.41 для зазначення протяжності небезпечної ділянки; - зі заборонними знаками 3.20, 3.25, 3.27 і 3.33 для зазначення зони дії знаків; - з інформаційно-вказівним знаком 5.33, крім випадку, коли його застосовано з попереджувальним знаком, якщо дія знаків не поширюється до найближчого перехрестя. |
| 7.2.2       |            | Зона дії                                                        | Таблички 7.2.2, 7.2.3, 7.2.4, 7.2.5, 7.2.6, 7.2.7 застосовуються зі знаками 3.34, 3.35, 3.36, 3.37, а також знаками 5.45.1, 5.46.1, 5.47.1 (тільки табличка 7.2.2): - 7.2.2 позначає зону дії знака, якщо вона не поширюється до найближчого перехрестя, а також для зазначення протяжності одного або кількох розміщених один за одним зупинкових майданчиків, позначених знаками 5.45.1, 5.46.1 і 5.47.1, без позначення кінця посадкового майданчика знаками 5.45.2, 5.46.2 і 5.47.2; - 7.2.3 зазначає кінець зони дії знака; - 7.2.4 інформує про перебування у зоні дії знаків 3.34, 3.35, 3.36, 3.37; - 7.2.5, 7.2.6, 7.2.7 зазначає зону дії знака праворуч, ліворуч або праворуч і ліворуч від нього, якщо зупинку або стоянку заборонено вздовж одного боку або з обох боків площі, фасаду будинку тощо.      |
| 7.2.3       |            | Зона дії                                                        | Таблички 7.2.2, 7.2.3, 7.2.4, 7.2.5, 7.2.6, 7.2.7 застосовуються зі знаками 3.34, 3.35, 3.36, 3.37, а також знаками 5.45.1, 5.46.1, 5.47.1 (тільки табличка 7.2.2): - 7.2.2 позначає зону дії знака, якщо вона не поширюється до найближчого перехрестя, а також для зазначення протяжності одного або кількох розміщених один за одним зупинкових майданчиків, позначених знаками 5.45.1, 5.46.1 і 5.47.1, без позначення кінця посадкового майданчика знаками 5.45.2, 5.46.2 і 5.47.2; - 7.2.3 зазначає кінець зони дії знака; - 7.2.4 інформує про перебування у зоні дії знаків 3.34, 3.35, 3.36, 3.37; - 7.2.5, 7.2.6, 7.2.7 зазначає зону дії знака праворуч, ліворуч або праворуч і ліворуч від нього, якщо зупинку або стоянку заборонено вздовж одного боку або з обох боків площі, фасаду будинку тощо.      |
| 7.2.4       |            | Зона дії                                                        | Таблички 7.2.2, 7.2.3, 7.2.4, 7.2.5, 7.2.6, 7.2.7 застосовуються зі знаками 3.34, 3.35, 3.36, 3.37, а також знаками 5.45.1, 5.46.1, 5.47.1 (тільки табличка 7.2.2): - 7.2.2 позначає зону дії знака, якщо вона не поширюється до найближчого перехрестя, а також для зазначення протяжності одного або кількох розміщених один за одним зупинкових майданчиків, позначених знаками 5.45.1, 5.46.1 і 5.47.1, без позначення кінця посадкового майданчика знаками 5.45.2, 5.46.2 і 5.47.2; - 7.2.3 зазначає кінець зони дії знака; - 7.2.4 інформує про перебування у зоні дії знаків 3.34, 3.35, 3.36, 3.37; - 7.2.5, 7.2.6, 7.2.7 зазначає зону дії знака праворуч, ліворуч або праворуч і ліворуч від нього, якщо зупинку або стоянку заборонено вздовж одного боку або з обох боків площі, фасаду будинку тощо.      |
| 7.2.5       |            | Зона дії                                                        | Таблички 7.2.2, 7.2.3, 7.2.4, 7.2.5, 7.2.6, 7.2.7 застосовуються зі знаками 3.34, 3.35, 3.36, 3.37, а також знаками 5.45.1, 5.46.1, 5.47.1 (тільки табличка 7.2.2): - 7.2.2 позначає зону дії знака, якщо вона не поширюється до найближчого перехрестя, а також для зазначення протяжності одного або кількох розміщених один за одним зупинкових майданчиків, позначених знаками 5.45.1, 5.46.1 і 5.47.1, без позначення кінця посадкового майданчика знаками 5.45.2, 5.46.2 і 5.47.2; - 7.2.3 зазначає кінець зони дії знака; - 7.2.4 інформує про перебування у зоні дії знаків 3.34, 3.35, 3.36, 3.37; - 7.2.5, 7.2.6, 7.2.7 зазначає зону дії знака праворуч, ліворуч або праворуч і ліворуч від нього, якщо зупинку або стоянку заборонено вздовж одного боку або з обох боків площі, фасаду будинку тощо.      |
| 7.2.6       |            | Зона дії                                                        | Таблички 7.2.2, 7.2.3, 7.2.4, 7.2.5, 7.2.6, 7.2.7 застосовуються зі знаками 3.34, 3.35, 3.36, 3.37, а також знаками 5.45.1, 5.46.1, 5.47.1 (тільки табличка 7.2.2): - 7.2.2 позначає зону дії знака, якщо вона не поширюється до найближчого перехрестя, а також для зазначення протяжності одного або кількох розміщених один за одним зупинкових майданчиків, позначених знаками 5.45.1, 5.46.1 і 5.47.1, без позначення кінця посадкового майданчика знаками 5.45.2, 5.46.2 і 5.47.2; - 7.2.3 зазначає кінець зони дії знака; - 7.2.4 інформує про перебування у зоні дії знаків 3.34, 3.35, 3.36, 3.37; - 7.2.5, 7.2.6, 7.2.7 зазначає зону дії знака праворуч, ліворуч або праворуч і ліворуч від нього, якщо зупинку або стоянку заборонено вздовж одного боку або з обох боків площі, фасаду будинку тощо.      |
| 7.2.7       |            | Зона дії                                                        | Таблички 7.2.2, 7.2.3, 7.2.4, 7.2.5, 7.2.6, 7.2.7 застосовуються зі знаками 3.34, 3.35, 3.36, 3.37, а також знаками 5.45.1, 5.46.1, 5.47.1 (тільки табличка 7.2.2): - 7.2.2 позначає зону дії знака, якщо вона не поширюється до найближчого перехрестя, а також для зазначення протяжності одного або кількох розміщених один за одним зупинкових майданчиків, позначених знаками 5.45.1, 5.46.1 і 5.47.1, без позначення кінця посадкового майданчика знаками 5.45.2, 5.46.2 і 5.47.2; - 7.2.3 зазначає кінець зони дії знака; - 7.2.4 інформує про перебування у зоні дії знаків 3.34, 3.35, 3.36, 3.37; - 7.2.5, 7.2.6, 7.2.7 зазначає зону дії знака праворуч, ліворуч або праворуч і ліворуч від нього, якщо зупинку або стоянку заборонено вздовж одного боку або з обох боків площі, фасаду будинку тощо.      |
| 7.3.1       |            | Напрямок дії                                                    | Застосовуються зі знаками 3.1, 3.2, 3.3, 3.4, 3.5, 3.6, 3.7, 3.8, 3.11, 3.12, 3.13, 3.14, 4.11, 4.12, 4.16, 4.17, 4.18, 4.19, 5.3, 5.34, 5.36 і 5.91 для зазначення напрямку дії знаків, розташованих безпосередньо перед перехрестям, або напрямки руху до позначених об'єктів, що розташовані безпосередньо біля дороги. Таблички 7.3.1 і 7.3.2 зі знаками 5.42.1, 5.42.2, 5.42.3 зазначають розташування майданчиків для стоянки відносно дороги, а зі знаками 1.5.1, 1.5.2, 1.5.3 і 1.37 інформують про ділянки виконання дорожніх робіт. |
| 7.3.2       |            | Напрямок дії                                                    | Застосовуються зі знаками 3.1, 3.2, 3.3, 3.4, 3.5, 3.6, 3.7, 3.8, 3.11, 3.12, 3.13, 3.14, 4.11, 4.12, 4.16, 4.17, 4.18, 4.19, 5.3, 5.34, 5.36 і 5.91 для зазначення напрямку дії знаків, розташованих безпосередньо перед перехрестям, або напрямки руху до позначених об'єктів, що розташовані безпосередньо біля дороги. Таблички 7.3.1 і 7.3.2 зі знаками 5.42.1, 5.42.2, 5.42.3 зазначають розташування майданчиків для стоянки відносно дороги, а зі знаками 1.5.1, 1.5.2, 1.5.3 і 1.37 інформують про ділянки виконання дорожніх робіт. |
| 7.3.3       |            | Напрямок дії                                                    | Застосовуються зі знаками 3.1, 3.2, 3.3, 3.4, 3.5, 3.6, 3.7, 3.8, 3.11, 3.12, 3.13, 3.14, 4.11, 4.12, 4.16, 4.17, 4.18, 4.19, 5.3, 5.34, 5.36 і 5.91 для зазначення напрямку дії знаків, розташованих безпосередньо перед перехрестям, або напрямки руху до позначених об'єктів, що розташовані безпосередньо біля дороги. Таблички 7.3.1 і 7.3.2 зі знаками 5.42.1, 5.42.2, 5.42.3 зазначають розташування майданчиків для стоянки відносно дороги, а зі знаками 1.5.1, 1.5.2, 1.5.3 і 1.37 інформують про ділянки виконання дорожніх робіт. |
| 7.4.1       |            | Час дії                                                         | Табличка 7.4.1 — суботні, недільні та святкові дні, 7.4.2 — робочі дні, 7.4.3 — дні тижня, 7.4.4, 7.4.5, 7.4.6, 7.4.7 — дні тижня і час доби, протягом яких діє знак. |
| 7.4.2       |            | Час дії                                                         | Табличка 7.4.1 — суботні, недільні та святкові дні, 7.4.2 — робочі дні, 7.4.3 — дні тижня, 7.4.4, 7.4.5, 7.4.6, 7.4.7 — дні тижня і час доби, протягом яких діє знак. |
| 7.4.3       |            | Час дії                                                         | Табличка 7.4.1 — суботні, недільні та святкові дні, 7.4.2 — робочі дні, 7.4.3 — дні тижня, 7.4.4, 7.4.5, 7.4.6, 7.4.7 — дні тижня і час доби, протягом яких діє знак. |
| 7.4.4       |            | Час дії                                                         | Табличка 7.4.1 — суботні, недільні та святкові дні, 7.4.2 — робочі дні, 7.4.3 — дні тижня, 7.4.4, 7.4.5, 7.4.6, 7.4.7 — дні тижня і час доби, протягом яких діє знак. |
| 7.4.5       |            | Час дії                                                         | Табличка 7.4.1 — суботні, недільні та святкові дні, 7.4.2 — робочі дні, 7.4.3 — дні тижня, 7.4.4, 7.4.5, 7.4.6, 7.4.7 — дні тижня і час доби, протягом яких діє знак. |
| 7.4.6       |            | Час дії                                                         | Табличка 7.4.1 — суботні, недільні та святкові дні, 7.4.2 — робочі дні, 7.4.3 — дні тижня, 7.4.4, 7.4.5, 7.4.6, 7.4.7 — дні тижня і час доби, протягом яких діє знак. |
| 7.4.7       |            | Час дії                                                         | Табличка 7.4.1 — суботні, недільні та святкові дні, 7.4.2 — робочі дні, 7.4.3 — дні тижня, 7.4.4, 7.4.5, 7.4.6, 7.4.7 — дні тижня і час доби, протягом яких діє знак. |
| 7.5.1       |            | Вид транспортного засобу                                        | Показують вид транспортного засобу, на який поширюється дія знака. Табличка 7.5.1 поширює дію знака на вантажні автомобілі (у тому числі з причепом) з дозволеною максимальною масою понад 3,5 т, 7.5.3 — на легкові автомобілі, а також вантажні автомобілі з дозволеною максимальною масою до 3,5 т, 7.5.8 — на транспортні засоби з розпізнавальним знаком «Табличка оранжевого кольору», що перевозять небезпечні вантажі, 7.5.9 — на автомобілі, що здійснюють міжнародні автомобільні перевезення вантажів. |
| 7.5.2       |            | Вид транспортного засобу                                        | Показують вид транспортного засобу, на який поширюється дія знака. Табличка 7.5.1 поширює дію знака на вантажні автомобілі (у тому числі з причепом) з дозволеною максимальною масою понад 3,5 т, 7.5.3 — на легкові автомобілі, а також вантажні автомобілі з дозволеною максимальною масою до 3,5 т, 7.5.8 — на транспортні засоби з розпізнавальним знаком «Табличка оранжевого кольору», що перевозять небезпечні вантажі, 7.5.9 — на автомобілі, що здійснюють міжнародні автомобільні перевезення вантажів. |
| 7.5.3       |            | Вид транспортного засобу                                        | Показують вид транспортного засобу, на який поширюється дія знака. Табличка 7.5.1 поширює дію знака на вантажні автомобілі (у тому числі з причепом) з дозволеною максимальною масою понад 3,5 т, 7.5.3 — на легкові автомобілі, а також вантажні автомобілі з дозволеною максимальною масою до 3,5 т, 7.5.8 — на транспортні засоби з розпізнавальним знаком «Табличка оранжевого кольору», що перевозять небезпечні вантажі, 7.5.9 — на автомобілі, що здійснюють міжнародні автомобільні перевезення вантажів. |
| 7.5.4       |            | Вид транспортного засобу                                        | Показують вид транспортного засобу, на який поширюється дія знака. Табличка 7.5.1 поширює дію знака на вантажні автомобілі (у тому числі з причепом) з дозволеною максимальною масою понад 3,5 т, 7.5.3 — на легкові автомобілі, а також вантажні автомобілі з дозволеною максимальною масою до 3,5 т, 7.5.8 — на транспортні засоби з розпізнавальним знаком «Табличка оранжевого кольору», що перевозять небезпечні вантажі, 7.5.9 — на автомобілі, що здійснюють міжнародні автомобільні перевезення вантажів. |
| 7.5.5       |            | Вид транспортного засобу                                        | Показують вид транспортного засобу, на який поширюється дія знака. Табличка 7.5.1 поширює дію знака на вантажні автомобілі (у тому числі з причепом) з дозволеною максимальною масою понад 3,5 т, 7.5.3 — на легкові автомобілі, а також вантажні автомобілі з дозволеною максимальною масою до 3,5 т, 7.5.8 — на транспортні засоби з розпізнавальним знаком «Табличка оранжевого кольору», що перевозять небезпечні вантажі, 7.5.9 — на автомобілі, що здійснюють міжнародні автомобільні перевезення вантажів. |
| 7.5.6       |            | Вид транспортного засобу                                        | Показують вид транспортного засобу, на який поширюється дія знака. Табличка 7.5.1 поширює дію знака на вантажні автомобілі (у тому числі з причепом) з дозволеною максимальною масою понад 3,5 т, 7.5.3 — на легкові автомобілі, а також вантажні автомобілі з дозволеною максимальною масою до 3,5 т, 7.5.8 — на транспортні засоби з розпізнавальним знаком «Табличка оранжевого кольору», що перевозять небезпечні вантажі, 7.5.9 — на автомобілі, що здійснюють міжнародні автомобільні перевезення вантажів. |
| 7.5.7       |            | Вид транспортного засобу                                        | Показують вид транспортного засобу, на який поширюється дія знака. Табличка 7.5.1 поширює дію знака на вантажні автомобілі (у тому числі з причепом) з дозволеною максимальною масою понад 3,5 т, 7.5.3 — на легкові автомобілі, а також вантажні автомобілі з дозволеною максимальною масою до 3,5 т, 7.5.8 — на транспортні засоби з розпізнавальним знаком «Табличка оранжевого кольору», що перевозять небезпечні вантажі, 7.5.9 — на автомобілі, що здійснюють міжнародні автомобільні перевезення вантажів. |
| 7.5.8       |            | Вид транспортного засобу                                        | Показують вид транспортного засобу, на який поширюється дія знака. Табличка 7.5.1 поширює дію знака на вантажні автомобілі (у тому числі з причепом) з дозволеною максимальною масою понад 3,5 т, 7.5.3 — на легкові автомобілі, а також вантажні автомобілі з дозволеною максимальною масою до 3,5 т, 7.5.8 — на транспортні засоби з розпізнавальним знаком «Табличка оранжевого кольору», що перевозять небезпечні вантажі, 7.5.9 — на автомобілі, що здійснюють міжнародні автомобільні перевезення вантажів. |
| 7.5.9       |            | Вид транспортного засобу                                        | Показують вид транспортного засобу, на який поширюється дія знака. Табличка 7.5.1 поширює дію знака на вантажні автомобілі (у тому числі з причепом) з дозволеною максимальною масою понад 3,5 т, 7.5.3 — на легкові автомобілі, а також вантажні автомобілі з дозволеною максимальною масою до 3,5 т, 7.5.8 — на транспортні засоби з розпізнавальним знаком «Табличка оранжевого кольору», що перевозять небезпечні вантажі, 7.5.9 — на автомобілі, що здійснюють міжнародні автомобільні перевезення вантажів. |
| 7.6.1       |            | Спосіб поставлення транспортного засобу на стоянку              | Застосовуються зі знаком 5.43 для позначення способу поставлення транспортного засобу на стоянці біля тротуару або з його використанням. Табличка 7.6.7 зазначає спосіб паркування під кутом 30°, 45° чи 60°. Табличка 7.6.1 позначає, що всі транспортні засоби повинні бути поставлені на стоянку на проїзній частині вздовж тротуару, а таблички 7.6.2, 7.6.3, 7.6.4, 7.6.5, 7.6.6 — спосіб поставлення легкових автомобілів і мотоциклів на стоянці біля тротуару та з його використанням. У населених пунктах, де стоянку дозволено з лівого боку вулиці, можуть застосовуватися таблички 7.6.1, 7.6.2, 7.6.3, 7.6.4, 7.6.5, 7.6.6, 7.6.7 із дзеркальним зображенням символів. |
| 7.6.2       |            | Спосіб поставлення транспортного засобу на стоянку              | Застосовуються зі знаком 5.43 для позначення способу поставлення транспортного засобу на стоянці біля тротуару або з його використанням. Табличка 7.6.7 зазначає спосіб паркування під кутом 30°, 45° чи 60°. Табличка 7.6.1 позначає, що всі транспортні засоби повинні бути поставлені на стоянку на проїзній частині вздовж тротуару, а таблички 7.6.2, 7.6.3, 7.6.4, 7.6.5, 7.6.6 — спосіб поставлення легкових автомобілів і мотоциклів на стоянці біля тротуару та з його використанням. У населених пунктах, де стоянку дозволено з лівого боку вулиці, можуть застосовуватися таблички 7.6.1, 7.6.2, 7.6.3, 7.6.4, 7.6.5, 7.6.6, 7.6.7 із дзеркальним зображенням символів. |
| 7.6.3       |            | Спосіб поставлення транспортного засобу на стоянку              | Застосовуються зі знаком 5.43 для позначення способу поставлення транспортного засобу на стоянці біля тротуару або з його використанням. Табличка 7.6.7 зазначає спосіб паркування під кутом 30°, 45° чи 60°. Табличка 7.6.1 позначає, що всі транспортні засоби повинні бути поставлені на стоянку на проїзній частині вздовж тротуару, а таблички 7.6.2, 7.6.3, 7.6.4, 7.6.5, 7.6.6 — спосіб поставлення легкових автомобілів і мотоциклів на стоянці біля тротуару та з його використанням. У населених пунктах, де стоянку дозволено з лівого боку вулиці, можуть застосовуватися таблички 7.6.1, 7.6.2, 7.6.3, 7.6.4, 7.6.5, 7.6.6, 7.6.7 із дзеркальним зображенням символів. |
| 7.6.4       |            | Спосіб поставлення транспортного засобу на стоянку              | Застосовуються зі знаком 5.43 для позначення способу поставлення транспортного засобу на стоянці біля тротуару або з його використанням. Табличка 7.6.7 зазначає спосіб паркування під кутом 30°, 45° чи 60°. Табличка 7.6.1 позначає, що всі транспортні засоби повинні бути поставлені на стоянку на проїзній частині вздовж тротуару, а таблички 7.6.2, 7.6.3, 7.6.4, 7.6.5, 7.6.6 — спосіб поставлення легкових автомобілів і мотоциклів на стоянці біля тротуару та з його використанням. У населених пунктах, де стоянку дозволено з лівого боку вулиці, можуть застосовуватися таблички 7.6.1, 7.6.2, 7.6.3, 7.6.4, 7.6.5, 7.6.6, 7.6.7 із дзеркальним зображенням символів. |
| 7.6.5       |            | Спосіб поставлення транспортного засобу на стоянку              | Застосовуються зі знаком 5.43 для позначення способу поставлення транспортного засобу на стоянці біля тротуару або з його використанням. Табличка 7.6.7 зазначає спосіб паркування під кутом 30°, 45° чи 60°. Табличка 7.6.1 позначає, що всі транспортні засоби повинні бути поставлені на стоянку на проїзній частині вздовж тротуару, а таблички 7.6.2, 7.6.3, 7.6.4, 7.6.5, 7.6.6 — спосіб поставлення легкових автомобілів і мотоциклів на стоянці біля тротуару та з його використанням. У населених пунктах, де стоянку дозволено з лівого боку вулиці, можуть застосовуватися таблички 7.6.1, 7.6.2, 7.6.3, 7.6.4, 7.6.5, 7.6.6, 7.6.7 із дзеркальним зображенням символів. |
| 7.6.6       |            | Спосіб поставлення транспортного засобу на стоянку              | Застосовуються зі знаком 5.43 для позначення способу поставлення транспортного засобу на стоянці біля тротуару або з його використанням. Табличка 7.6.7 зазначає спосіб паркування під кутом 30°, 45° чи 60°. Табличка 7.6.1 позначає, що всі транспортні засоби повинні бути поставлені на стоянку на проїзній частині вздовж тротуару, а таблички 7.6.2, 7.6.3, 7.6.4, 7.6.5, 7.6.6 — спосіб поставлення легкових автомобілів і мотоциклів на стоянці біля тротуару та з його використанням. У населених пунктах, де стоянку дозволено з лівого боку вулиці, можуть застосовуватися таблички 7.6.1, 7.6.2, 7.6.3, 7.6.4, 7.6.5, 7.6.6, 7.6.7 із дзеркальним зображенням символів. |
| 7.6.7       |            | Спосіб поставлення транспортного засобу на стоянку              | Застосовуються зі знаком 5.43 для позначення способу поставлення транспортного засобу на стоянці біля тротуару або з його використанням. Табличка 7.6.7 зазначає спосіб паркування під кутом 30°, 45° чи 60°. Табличка 7.6.1 позначає, що всі транспортні засоби повинні бути поставлені на стоянку на проїзній частині вздовж тротуару, а таблички 7.6.2, 7.6.3, 7.6.4, 7.6.5, 7.6.6 — спосіб поставлення легкових автомобілів і мотоциклів на стоянці біля тротуару та з його використанням. У населених пунктах, де стоянку дозволено з лівого боку вулиці, можуть застосовуватися таблички 7.6.1, 7.6.2, 7.6.3, 7.6.4, 7.6.5, 7.6.6, 7.6.7 із дзеркальним зображенням символів. |
| 7.7         |            | Стоянка з непрацюючим двигуном                                  | Означає, що на стоянці, позначеній знаками 5.42.1, 5.42.2, 5.42.3 або 5.43, дозволяється залишати транспортні засоби лише з непрацюючим двигуном. |
| 7.8         |            | Напрямок головної дороги                                        | Напрямок головної дороги на перехресті. Застосовується зі знаками 2.1, 2.2, 2.3. |
| 7.9         |            | Смуга руху                                                      | Визначає смугу руху, на яку поширюється дія знака або світлофора. |
| 7.10        |            | Кількість поворотів                                             | Застосовується зі знаками 1.3.1 і 1.3.2, якщо поворотів три і більше. Кількість поворотів може безпосередньо позначатися і на знаках 1.3.1 і 1.3.2. |
| 7.11        |            | Поромна переправа                                               | Вказує на наближення до поромної переправи і застосовується зі знаком 1.8. |
| 7.12        |            | Ожеледиця                                                       | Означає, що дія знака поширюється тільки на зимовий період часу, коли проїзна частина може бути слизькою. Застосовується зі знаками 1.13, 1.38, 1.39, 3.1, 3.2, 3.3, 3.4, 3.6, 3.7, 3.8, 3.9, 3.10, 3.11, 3.12, 3.13, 3.14, 3.25, 3.27, 3.29, 3.31 і 4.21. |
| 7.13        |            | Вологе покриття                                                 | Означає, що дія знака поширюється на період, коли покриття проїзної частини вологе чи мокре. Застосовується зі знаками 1.13, 1.38, 1.39, 3.1, 3.2, 3.3, 3.4, 3.6, 3.7, 3.8, 3.9, 3.10, 3.11, 3.12, 3.13, 3.14, 3.25, 3.27, 3.29 і 3.31. |
| 7.14        |            | Платні послуги                                                  | Застосовується зі знаками 5.42.1, 5.42.2 або 5.43 для позначення місць, майданчиків або зони стоянки транспортних засобів, на яких беруть плату за паркування, а також зі знаками 6.6, 6.11 і 6.21, де послуги надаються тільки на платній основі. |
| 7.15        |            | Місце для огляду автомобілів                                    | Застосовується зі знаками 5.42.1, 5.42.2 і 6.15 для позначення майданчиків для стоянки та місць, на яких є естакада або оглядова канава. |
| 7.16        |            | Пішоходи з порушенням зору                                      | Застосовується зі знаками 1.32, 5.38.1, 5.38.2 і 5.39, а також із світлофорами для попередження про те, що пішохідним переходом користуються пішоходи з порушенням зору. |
| 7.17        |            | Особи з інвалідністю                                            | Застосовується зі знаками 5.42.1, 5.42.2 і 5.43 для позначення місця (або назмисно відведеної частини майданчика) для стоянки транспортних засобів, на яких установлено розпізнавальний знак «Водій з інвалідністю» відповідно до вимог цих Правил. |
| 7.18        |            | Крім осіб з інвалідністю                                        | Застосовується для зазначення того, що дія знаків 3.13.1, 3.34, 3.35, 3.36, 3.37, 3.38 не поширюється на мотоколяски і автомобілі, на яких установлено розпізнавальний знак «Водій з інвалідністю» відповідно до вимог цих Правил. |
| 7.19        |            | Обмеження тривалості стоянки                                    | Визначає максимальну тривалість перебування транспортного засобу на стоянці, позначеній знаками 5.42.1, 5.42.2 і 5.43. |
| 7.20        |            | Обмеження за температурою                                       | Застосовується зі знаками 3.15 і 3.16 для заборони руху за температури повітря понад 28 °С, транспортним засобам, маса яких перевищує 24 т, а навантаження на вісь — 7 т. |
| 7.21.1      |            | Вид небезпеки                                                   | Застосовується зі знаком 1.41 для інформування про можливий вид дорожньо-транспортної пригоди у місцях або на ділянках їхнього зосередження. Дозволено таблички 7.21.1, 7.21.2, 7.21.3, 7.21.4, 7.21.5 застосовувати зі знаком 1.39. |
| 7.21.2      |            | Вид небезпеки                                                   | Застосовується зі знаком 1.41 для інформування про можливий вид дорожньо-транспортної пригоди у місцях або на ділянках їхнього зосередження. Дозволено таблички 7.21.1, 7.21.2, 7.21.3, 7.21.4, 7.21.5 застосовувати зі знаком 1.39. |
| 7.21.3      |            | Вид небезпеки                                                   | Застосовується зі знаком 1.41 для інформування про можливий вид дорожньо-транспортної пригоди у місцях або на ділянках їхнього зосередження. Дозволено таблички 7.21.1, 7.21.2, 7.21.3, 7.21.4, 7.21.5 застосовувати зі знаком 1.39. |
| 7.21.4      |            | Вид небезпеки                                                   | Застосовується зі знаком 1.41 для інформування про можливий вид дорожньо-транспортної пригоди у місцях або на ділянках їхнього зосередження. Дозволено таблички 7.21.1, 7.21.2, 7.21.3, 7.21.4, 7.21.5 застосовувати зі знаком 1.39. |
| 7.21.5      |            | Вид небезпеки                                                   | Застосовується зі знаком 1.41 для інформування про можливий вид дорожньо-транспортної пригоди у місцях або на ділянках їхнього зосередження. Дозволено таблички 7.21.1, 7.21.2, 7.21.3, 7.21.4, 7.21.5 застосовувати зі знаком 1.39. |
| 7.22        |            | Лижники                                                         | Застосовується зі знаком 1.39 для позначення ділянок доріг, поблизу яких розташовані гірськолижні траси або траси інших зимових видів спорту. |
| 7.23        |            | Місце для зарядки електромобілів                                | Застосовується зі знаками 5.42.1, 5.42.2 у разі, коли зарядна станція для електромобілів розташована за межами автозаправної станції у спеціально відведених місцях. |
| 7.24        |            | Евакуатор                                                       | Застосовується зі знаками 3.34, 3.35, 3.36, 3.37 для попередження про можливу евакуацію автомобіля без відома власника. |
| 7.25        |            | Острівець безпеки                                               | Застосовується для інформування водіїв про наявність попереду острівця безпеки і звуження ширини проїзної частини. Табличку встановлюють зі знаками 1.39, 1.41, 1.5.1, 1.5.2, 1.5.3, 3.29, 5.33. |
| 7.26        |            | Строк застосування денних ходових вогнів (ближнього світла фар) | Дозволено застосовувати зі знаками 5.50, 5.52, 5.54 для нагадування вітчизняним та надання інформації іноземним водіям про загальні вимоги до умов руху дорогами України. Табличка збільшеного розміру розміщена у четвертій секції знака 5.55. |
| 7.27        |            | Нанесення розмітки                                              | Застосовується зі знаками 1.37 для інформування про вид дорожніх робіт. |
| 7.28.1      |            | Вид громадського транспорту                                     | Застосовуються зі знаками 5.42.1 і 5.42.2 для інформування водіїв транспортних засобів про можливість пересадки на міський громадський транспорт (метро та інші види маршрутного транспорту). |
| 7.28.2      |            | Вид громадського транспорту                                     | Застосовуються зі знаками 5.42.1 і 5.42.2 для інформування водіїв транспортних засобів про можливість пересадки на міський громадський транспорт (метро та інші види маршрутного транспорту). |
| 7.28.3      |            | Вид громадського транспорту                                     | Застосовуються зі знаками 5.42.1 і 5.42.2 для інформування водіїв транспортних засобів про можливість пересадки на міський громадський транспорт (метро та інші види маршрутного транспорту). |
| 7.28.4      |            | Вид громадського транспорту                                     | Застосовуються зі знаками 5.42.1 і 5.42.2 для інформування водіїв транспортних засобів про можливість пересадки на міський громадський транспорт (метро та інші види маршрутного транспорту). |
| 7.29.1      |            | Напрямок велоруху                                               | Застосовуються зі знаками 4.14, 4.17 і 4.18 для інформування велосипедистів про одно- чи двосторонній рух велодоріжкою. |
| 7.29.2      |            | Напрямок велоруху                                               | Застосовуються зі знаками 4.14, 4.17 і 4.18 для інформування велосипедистів про одно- чи двосторонній рух велодоріжкою. |
| 7.29.3      |            | Напрямок велоруху                                               | Застосовуються зі знаками 4.14, 4.17 і 4.18 для інформування велосипедистів про одно- чи двосторонній рух велодоріжкою. |
| 7.29.4      |            | Напрямок велоруху                                               | Застосовуються зі знаками 4.14, 4.17 і 4.18 для інформування велосипедистів про одно- чи двосторонній рух велодоріжкою. |
| 7.29.5      |            | Напрямок велоруху                                               | Застосовуються зі знаками 4.14, 4.17 і 4.18 для інформування велосипедистів про одно- чи двосторонній рух велодоріжкою. |
| 7.29.6      |            | Напрямок велоруху                                               | Застосовуються зі знаками 4.14, 4.17 і 4.18 для інформування велосипедистів про одно- чи двосторонній рух велодоріжкою. |

Таблички до дорожніх знаків застосовують для уточнення, обмеження дії інших дорожніх знаків. Їх розміщують під знаком, до якого вони стосуються, однак, якщо на стовпі розміщено два чи три знаки, таблички 7.2.2, 7.2.3, 7.2.4 і 7.8 дозволено розташувати праворуч.
Також у разі розміщення знаків на консольних опорах або над проїзною частиною, узбіччям або хідником таблички розміщують збоку.
На один знак, за винятком 5.42.1, 5.42.2 і 5.43, дозволено застосовувати не більше двох табличок.